# Storia del Partito Social Democratico (Romania)
Il Partito Social Democratico nacque nel 2001 dalla confluenza di due soggetti di centro-sinistra, l'egemone Partito della Democrazia Sociale di Romania e il minoritario Partito Social Democratico Romeno, che era membro dell'Internazionale socialista. Il PSD si configurava come continuatore del progetto politico costruito da Ion Iliescu, prima con il Fronte di Salvezza Nazionale e poi con il Fronte Democratico di Salvezza Nazionale e il Partito della Democrazia Sociale di Romania.

## Origini

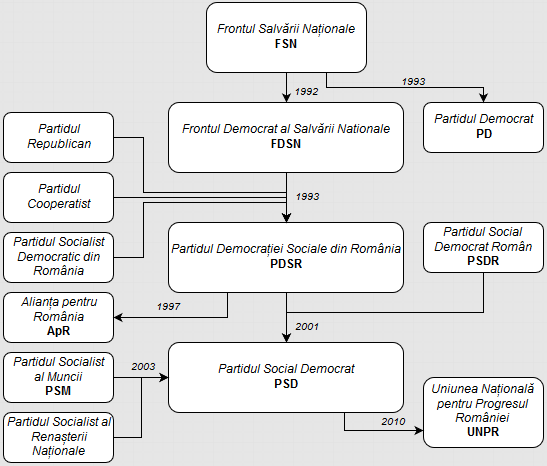
Diagramma di evoluzione delle componenti del Partito Social Democratico dal 1989 al 2010

In seguito alla rivoluzione romena del 1989 che rovesciò la dittatura di Nicolae Ceaușescu, nacque un organo di governo provvisorio, il Consiglio del Fronte di Salvezza Nazionale (CFSN), guidato dal Fronte di Salvezza Nazionale (FSN), grande partito di ispirazione socialdemocratica composto essenzialmente da ex militanti del Partito Comunista Rumeno (PCR), tra i quali il presidente della repubblica Ion Iliescu e il primo ministro Petre Roman. Grazie alla propria egemonia istituzionale, politica e mediatica, il FSN dominò le prime libere elezioni tenutesi nel 1990 e gestì in totale autonomia la prima fase di transizione del paese alla democrazia.
Nel corso del 1992, tuttavia, emersero due correnti contrapposte, che portarono alla scissione dell'ala conservatrice maggioritaria di Ion Iliescu, che sosteneva una politica di lenta transizione all'economia di mercato e di più ampie garanzie di protezione sociale, elementi che attraevano le fasce popolari dell'elettorato ancora legate all'ideologia comunista. Mentre l'ala riformista di Petre Roman mantenne la sigla originale di FSN (e nel 1993 si tramutò nel Partito Democratico), nell'aprile 1992 Iliescu creò il Fronte Democratico di Salvezza Nazionale (FDSN), che fu la prima forza politica alle elezioni parlamentari del 1992 e ne consentì la rielezione alla presidenza della repubblica. Nel 1993 il partito assorbì altre forze minori e fu ridenominato Partito della Democrazia Sociale di Romania (PDSR).
Alle elezioni legislative del 1996, tuttavia, il PDSR fu battuto dalla coalizione di centro-destra della Convenzione Democratica Romena, che governò per i successivi quattro anni. Nello stesso periodo il PDSR attuò un programma di riorganizzazione interna preparatorio alle elezioni del 2000, che segnarono il ritorno al potere di Iliescu e la nascita di un governo presieduto da Adrian Năstase, già vicepresidente del partito. In applicazione di un protocollo siglato nel 2000 tra il PDSR e il Partito Social Democratico Romeno (PSDR) di Alexandru Athanasiu, in occasione della conferenza nazionale del 16 giugno 2001 si concretizzò la fusione tra le due formazioni, che già erano riunite nella coalizione del Polo della Democrazia Sociale di Romania e partecipavano ad un gruppo parlamentare comune alla camera dei deputati e al senato. Sotto la guida di Năstase, acclamato all'unanimità presidente del nuovo partito, quindi, si realizzò l'unificazione di due tra i più importanti gruppi socialdemocratici del paese intorno all'unica insegna di Partito Social Democratico (PSD).

## La presidenza Năstase

### Il governo Năstase

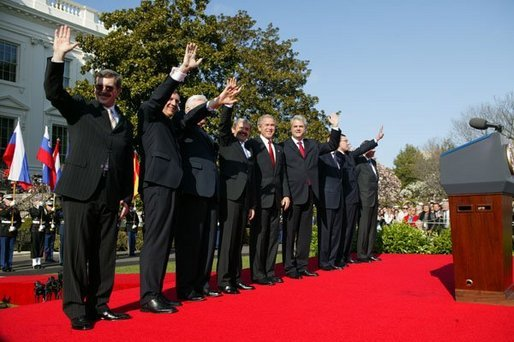
Adrian Năstase insieme al presidente degli Stati Uniti George W. Bush e ai leader degli altri paesi ammessi a far parte della NATO il 29 marzo 2004.

In seguito alle elezioni del 2000 Ion Iliescu riottenne la presidenza della repubblica, mentre il premier e presidente del partito Adrian Năstase riuscì a formare un governo con la partecipazione, oltre che del PSD, anche del Partito Umanista Rumeno (PUR) dell'imprenditore Dan Voiculescu. Sulla base di interessi comuni, quali lo sviluppo economico della Romania e l'integrazione euro-atlantica del paese, anche il partito regionalista dell'Unione Democratica Magiara di Romania (UDMR) fornì il proprio sostegno esterno.
Nel giugno del 2003 il primo ministro, nel quadro di una più ampia risistemazione della squadra di governo, decretò l'abolizione del ministero per le piccole e medie imprese, l'unico ministero assegnato al PUR e condotto da Silvia Ciornei. Ritenendo scandalosa tale decisione, il leader del PUR Dan Voiculescu accusò il PSD di aver rotto gli accordi stretti precedentemente, di aver mostrato una costante arroganza nei confronti del partito e di aver continuamente cercato di forzare l'identità dottrinaria del PUR. Questo decise di lasciare il governo e, nel mese di settembre, tutti i suoi deputati abbandonarono il gruppo parlamentare del PSD, passando al gruppo degli indipendenti. Nonostante la defezione, il governo sopravvisse fino al termine della legislatura nell'autunno del 2004. Nel marzo 2004 fu realizzato un ulteriore rimpasto al fine di capitalizzare il consenso dell'elettorato.
Nel corso dei quattro anni di governo l'amministrazione Năstase combinò l'introduzione di misure di protezione sociale all'adesione agli accordi economici di breve e medio termine definiti dall'Unione europea. L'esecutivo riuscì a conseguire una certa ripresa economica del paese e, malgrado i dubbi espressi dalle istituzioni europee sulla riforma dell'amministrazione e la corruzione dilagante, dopo lunghe negoziazioni e il successo di un referendum di revisione costituzionale promosso dalla maggioranza, ottenne la conferma dell'ingresso della Romania nell'Unione europea a decorrere dal 1º gennaio 2007 e nella NATO dal marzo 2004. Năstase non ebbe successo, però, nella soluzione dei problemi riguardanti la giustizia e la corruzione, solamente parzialmente mitigati dall'istituzione della Direzione nazionale anticorruzione. Tra gli aspetti negativi della sua amministrazione, inoltre, tentò di porre un controllo sugli organi di stampa e mostrò una certa intolleranza verso le forze di opposizione, ignorando il confronto politico e ricorrendo sistematicamente alla misura dell'ordinanza d'urgenza come metodo per aggirare il dibattito parlamentare.

### Passi verso la socialdemocrazia moderna

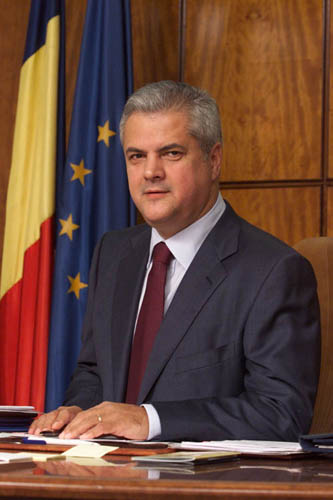
Adrian Năstase

Il riallineamento degli obiettivi a livello ideologico comportò la necessità, dichiarata dalle alte sfere del partito, di proporre una revisione della propria immagine, distaccandosi dall'idea che associava il PDSR alle vecchie strutture comuniste e che rifiutava una riforma strutturale netta. Furono considerati essenziali, quindi, il rilancio dell'economia e l'avvicinamento ad Unione Europea e NATO. Nel 2001 il nuovo PSD scelse 12 nuovi vicepresidenti e l'ex leader del PSDR Alexandru Athanasiu fu indicato come presidente del consiglio nazionale del partito. A livello di organizzazione interna fu abolita la figura del primo vicepresidente, mentre fu rafforzata quella di segretario generale, ruolo assegnato a Cozmin Gușă.
Nel 2002 il partito presentò il documento intitolato «Verso la normalità - una visione socialdemocratica moderna riguardante il futuro della Romania» (Spre normalitate – o viziune social-democrată modernă privind viitorul României), che presentava i possibili campi di azione per l'immediato futuro e dichiarava concluso il periodo di transizione alla democrazia, consacrando il passaggio ad una nuova fase politica per la socialdemocrazia in Romania. A metà legislatura, nel gennaio 2003, il PSD adottò un testo programmatico riguardante la strategia politica per l'anno a venire, incentrata sulla crescita della speranza di vita degli abitanti, sulla riduzione della disoccupazione e sulle riforme fiscale e pensionistica. Il 3 marzo fu istituito il cosiddetto "gruppo di azione per l'unità socialdemocratica", mirato ad attirare nel partito personalità vicine a tale ideologia. Per allargare la propria base, inoltre, nel luglio del 2003 il PSD assorbì le formazioni minori del Partito Socialista del Lavoro e del Partito Socialista della Rinascita Nazionale.
Già membro del gruppo socialista al consiglio europeo dall'aprile 2000 con la sigla del PDSR, durante il meeting di Snagov del febbraio 2003 il partito avviò le procedure di adesione all'Internazionale Socialista e al Partito del Socialismo Europeo. In occasione del congresso di San Paolo celebratosi tra il 27 e il 29 ottobre 2003 il PSD divenne membro a pieno titolo dell'Internazionale Socialista, allora guidata da António Guterres.
Un netto rinnovamento, tuttavia, fu reso difficile dai problemi di immagine del PSD, percepito dall'opinione pubblica come corrotto, guidato dal clientelismo e dominato dagli interessi personali dei rappresentanti locali, i cosiddetti "baroni". Sebbene il primo ministro fosse riuscito a contenere le richieste provenienti dagli influenti rappresentanti del PSD sul territorio, a volte cedendo ad abbondanti concessioni per evitare la rottura del partito (molti di loro vennero cooptati come dirigenti nelle strutture del partito o vennero nominati vicepresidenti del PSD, che divennero 20 nel 2003), la nascita di divergenze tra Iliescu e Năstase per la leadership fu fonte di nuove tensioni, che culminarono nella decisione del premier di cancellare la delegazione permanente del PSD e sostituirla con un ufficio di coordinamento composto dai suoi più fedeli collaboratori. Nel giugno 2003 l'espulsione di Gușă, divenuto uno dei più duri critici di Năstase, portò alla reintroduzione della figura del presidente esecutivo, assegnata a Octav Cozmâncă, mentre quella di segretario generale andò a Dan Matei Agathon.
Lo scontro tra i leader delle due ali del PSD li spinse a favorire l'emergere delle figure dei loro protetti in contrapposizione all'avversario. Mentre da un lato Iliescu promosse il personaggio di Mircea Geoană, ministro degli esteri, Năstase nel 2001 portò nel partito Victor Ponta, allora giovane procuratore, che fu nominato a capo del corpo di controllo del governo e dal 2002 presidente dell'organizzazione giovanile del PSD.

### Elezioni del 2004
Adrian Năstase
     Traian Băsescu

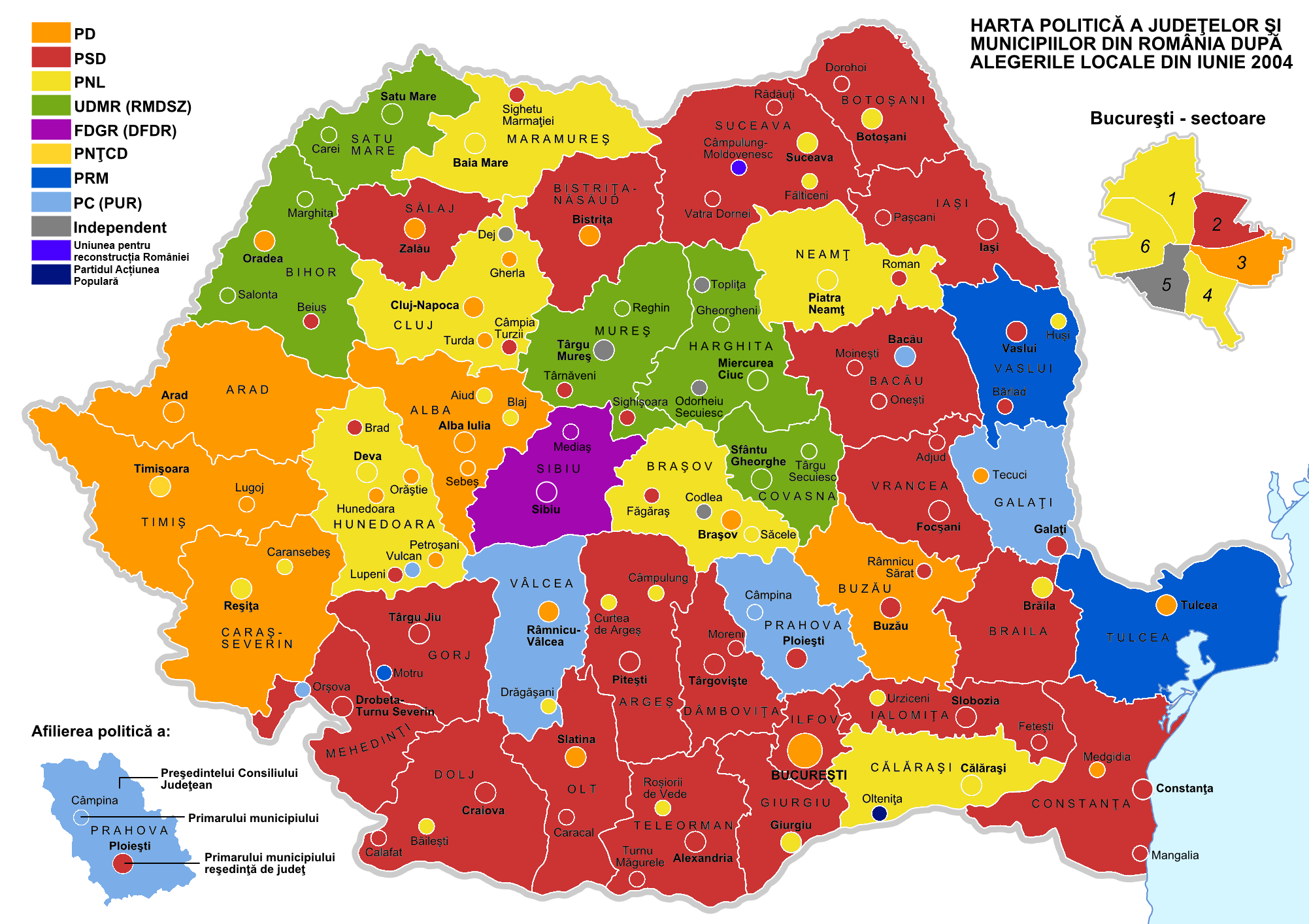
Carta raffigurante l'appartenenza politica dei presidenti di consiglio di distretto e dei sindaci delle principali città della Romania in seguito alle elezioni amministrative del 2004.

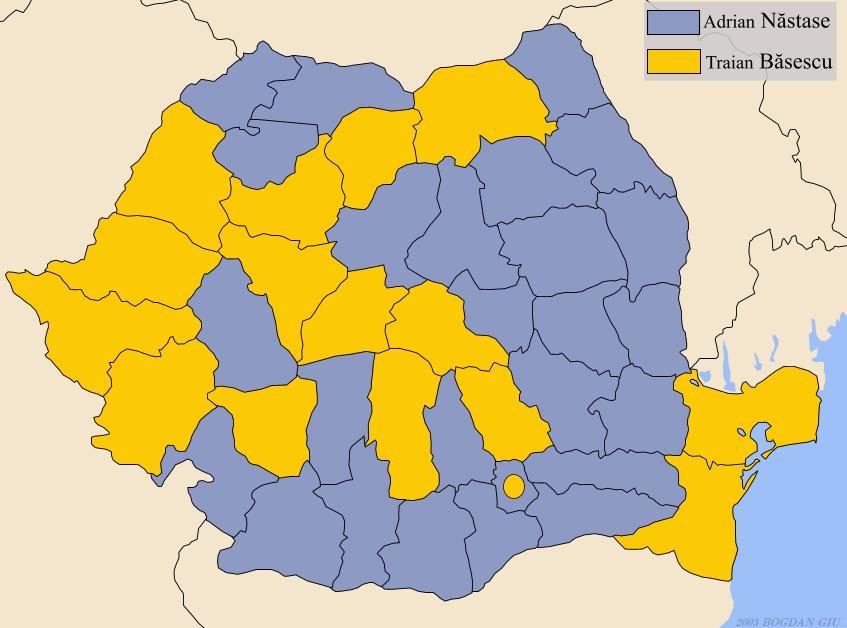
Grafico raffigurante il candidato più votato in ogni distretto in occasione del ballottaggio delle Elezioni presidenziali in Romania del 2004.
Adrian Năstase
Traian Băsescu

Le elezioni locali dell'estate del 2004 segnarono un sostanziale pareggio tra il PSD e l'opposizione di centro-destra composta da Partito Democratico (PD) e Partito Nazionale Liberale (PNL), con entrambi gli schieramenti che arrivarono su percentuali intorno al 30%. Il PSD in ogni caso ottenne la maggioranza dei sindaci (1685 su 3137) e conquistò la guida dei municipi di Costanza (Radu Mazăre) e Iași (Gheorghe Nichita), mentre a Bucarest la tardiva candidatura di Mircea Geoană non convinse l'elettorato, che preferì il rappresentante del Partito Democratico Traian Băsescu. Nonostante il vantaggio, la percezione pubblica era quella di un calo del PSD, poiché aveva perso in due città principali (Bucarest e Cluj-Napoca) e la somma dei voti per i consiglieri distrettuali dei partiti d'opposizione PNL e PD era superiore a quella del PSD.
In seguito alle amministrative la crescita di un certo nervosismo nel partito e l'intensificarsi del dualismo tra Iliescu e Năstase, quasi spinsero Năstase a rassegnare le proprie dimissioni da presidente del PSD, stanco dell'atteggiamento di Iliescu che, pur da presidente della repubblica, continuava a dare direttive al partito e ai suoi membri. Tali tensioni furono in parte allentate dal congresso straordinario del 27 agosto 2004, caratterizzato dallo slogan «Idee nuove, forze fresche!» (in rumeno Idei noi, forțe proaspete!), che ratificò la candidatura di Adrian Năstase alla presidenza della repubblica in vista delle elezioni della fine del 2004. Nella stessa occasione fu istituito un "consiglio di integrità morale". Allo stesso tempo i rappresentanti del PSD invitarono Iliescu ad assumere nuovamente la guida del partito una volta conclusosi il suo mandato presidenziale. Iliescu rispose che un'eventuale nomina a presidente del PSD sarebbe stato argomento di un ulteriore congresso da celebrarsi dopo le elezioni.
Nonostante la rottura del 2003, nell'imminenza della tornata elettorale furono anche ricuciti i rapporti con il PUR. Il 9 settembre 2004 fu organizzato un nuovo congresso per la costituzione di un'alleanza elettorale tra le due formazioni, che avrebbero concorso su liste comuni in vista delle elezioni parlamentari dell'autunno 2004 sotto il nome di Unione Nazionale PSD+PUR. Il centro-destra, maggior oppositore del PSD, di contro, si riunì in una coalizione denominata Alleanza Giustizia e Verità (DA). Tra i più evidenti proclami della campagna elettorale del PSD, curata da Cozmâncă, figuravano il proseguimento del trend di crescita dell'economia, aiuti sociali alle fasce svantaggiate, specialmente per la popolazione rurale, e il consolidamento della funzionalità del sistema economico capitalista.
Il voto per le legislative del 28 novembre vide un lieve vantaggio per il PSD rispetto a DA, senza la possibilità per nessuna delle due forze di costruire una maggioranza, mentre il primo turno per le presidenziali confermò la superiorità di Năstase sul candidato del centro-destra Traian Băsescu (41% contro 34%). Al ballottaggio del 12 dicembre, tuttavia, il rappresentante di DA. riuscì a sorpresa a ribaltare i sondaggi e ad ottenere il 51,23% delle preferenze. La stampa internazionale interpretò la vittoria come un segnale della volontà della Romania urbana e liberale di appoggiare il programma europeista proposto dal nuovo presidente Băsescu, che prometteva di riformare il sistema giudiziario e liberare le istituzioni delle interferenze politiche dell'era di governo del centro-sinistra.
La vittoria di Băsescu aprì le porte anche per la costituzione del nuovo governo. In dicembre il PUR abbandonò l'alleanza con il PSD e siglò un patto con DA. e UDMR per la creazione di un nuovo esecutivo di centro-destra con a capo Călin Popescu Tăriceanu. Nonostante ciò il PSD riuscì ad ottenere la presidenza di entrambe le camere del parlamento: Adrian Năstase alla guida camera dei deputati e Nicolae Văcăroiu al senato.
Vista la nuova nomina alla camera, prima ancora dell'insediamento del nuovo governo del 29 dicembre, il 21 dicembre 2004 Năstase abbandonò la posizione di primo ministro, lasciando l'incarico ad interim ad Eugen Bejinariu, allora coordinatore della segreteria generale del governo.

## La presidenza Geoană

### Mircea Geoană eletto alla presidenza

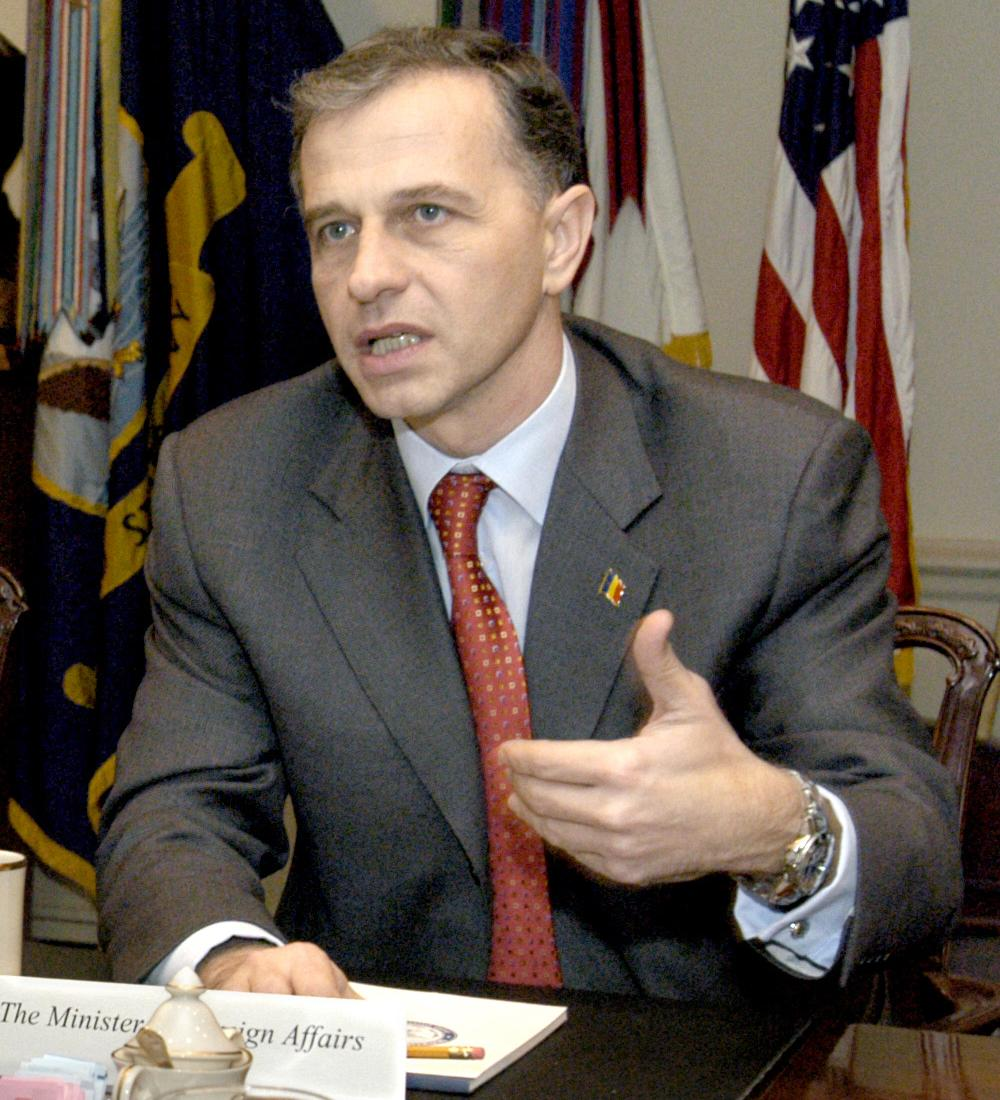
Mircea Geoană nel 2004, allora ministro degli affari esteri.

Passato all'opposizione, il PSD prese atto della decisione di Năstase di lasciare anche la presidenza del partito. Iliescu confermò la propria disponibilità ad assumerne la guida, annunciando l'intenzione di effettuare una revisione della sua direzione, lanciando attacchi a presunte personalità corrotte ed opportuniste che ne facevano parte. Criticò, inoltre, la precedente gestione, rimproverandole di aver messo in secondo piano il partito rispetto al governo, di aver chiamato a far parte della direzione del PSD ministri del governo con scarsa esperienza politica e di aver nominato in maniera fallimentare Cozmin Gușă a capo della segreteria generale. Nel dibattito interno sulla scelta del nuovo presidente del PSD, i proclami di Iliescu a favore della ristrutturazione complessiva del partito furono considerati un ulteriore segnale della sua probabile vittoria in vista del congresso straordinario indetto per il 21 aprile 2005.
Oltre ad Iliescu, che lanciò il manifesto intitolato «Romania europea - Romania della solidarietà sociale» (România europeană – România solidarității sociale), presentarono la propria candidatura alla presidenza anche Mircea Geoană e il senatore Șerban Nicolae. Malgrado Iliescu fosse il favorito assoluto, con il 70% dei voti il congresso a sorpresa elesse Geoană (964 contro i 530 per Iliescu). L'ex ministro degli esteri fu sostenuto soprattutto da una corrente interna facente capo a Ioan Rus (il cosiddetto "gruppo di Cluj"), intenzionata a sostituire con una figura giovane il vecchio gruppo dirigente legato alle precedenti strutture di potere e ideologicamente vicino più al comunismo che non alla socialdemocrazia moderna, di cui Iliescu era uno dei più evidenti esponenti. A conferma del quadro, nel corso del congresso, Iliescu si rivolse con naturalezza a Năstase con l'appellativo di «compagno» (rumeno tovarăș), retaggio dell'epoca comunista del paese, provocando le risate di alcuni membri del partito. La corrente che favorì l'elezione di Geoană propugnava la necessità di ammodernare il PSD decentralizzando il potere decisionale e allontanandosi dall'influenza ideologica di alcuni leader legati al passato. Tra gli altri nuovi sostenitori di Geoană figuravano anche elementi della vecchia guardia precedentemente vicini ad Iliescu come Marian Oprișan, Viorel Hrebenciuc, Radu Mazăre, Sorin Oprescu e Miron Mitrea, con gli ultimi due interessati ad ottenere delle funzioni dirigenziali. Mentre Mitrea fu nominato segretario generale battendo Victor Ponta, Oprescu non riuscì a vincere la concorrenza di Năstase, che fu indicato per il ruolo di presidente esecutivo. Nella stessa giornata, inoltre, emerse la dura rivalità tra Marian Vanghelie, sindaco del settore 5 di Bucarest e sostenitore di Iliescu, e Victor Ponta che, appoggiando Geoană, fu accusato dal primo di essere responsabile della distruzione del partito. Nel corso del congresso lo statuto del PSD fu modificato in modo da permettere l'eliminazione della delegazione permanente, la creazione di un ufficio permanente nazionale (Birou Permanent Național) e di un comitato esecutivo nazionale (Comitet Executiv Național). Furono eletti undici vicepresidenti. Il mese successivo Dan Mircea Popescu fu selezionato per la nomina a presidente del consiglio nazionale come successore di Alexandru Athanasiu.

### Congresso straordinario del 2006

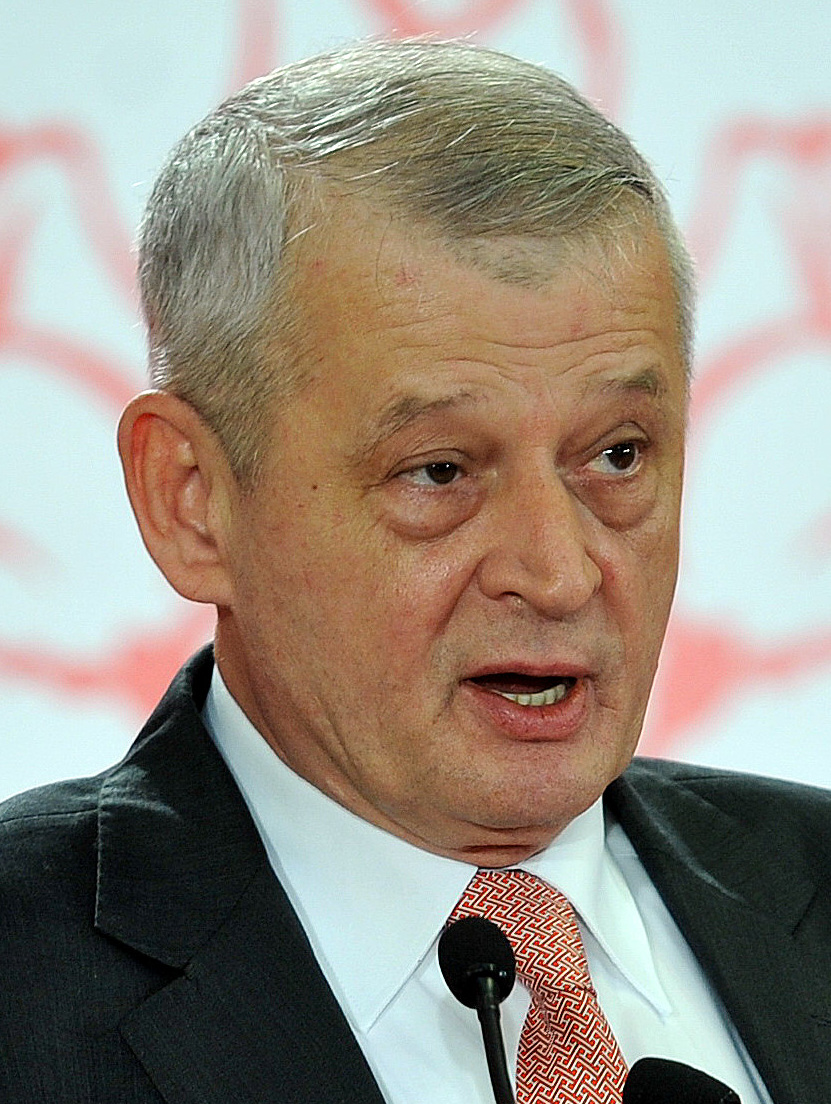
Sorin Oprescu

Mentre nell'arena politica il PSD mise in piedi una dura opposizione a Băsescu, il cambio al vertice del PSD, intenzionato a rivisitare la propria immagine liberandosi delle etichette del passato, condusse anche ai primi rinnovamenti interni. Nel giugno dello stesso anno il Partito del Socialismo Europeo accolse il PSD come membro a pieno titolo. Come preannunciato da Victor Ponta nel 2004, nel corso del consiglio nazionale del febbraio 2006 il partito adottò come colore identificativo il rosso, colore dell'Internazionale Socialista e della maggior parte dei movimenti socialdemocratici europei, abbandonando il blu che fino a quel momento aveva caratterizzato il partito e i suoi movimenti precursori (FSN, FDSN, PDSR). Fu adottato, inoltre, lo slogan «PSD - un nuovo capitolo» (PSD - un nou capitol).
Nella prima parte del 2006 esplose uno scandalo di corruzione intorno ad Adrian Năstase che portò all'avvio di un'inchiesta penale nei suoi confronti (dosarul "Mătușa Tamara"). Geoană prese misure stabilendo, in accordo con i suoi stretti collaboratori in occasione di un incontro tenutosi all'Hotel Confort di Otopeni, di ritirare il supporto politico del PSD all'ex primo ministro, costringendolo alle dimissioni da presidente della camera dei deputati e da presidente esecutivo del partito, malgrado le rimostranze di molti parlamentari. Dan Mircea Popescu, quindi, assunse brevemente ad interim il ruolo di presidente esecutivo, fino a quando la funzione non fu abolita.
A causa delle decisioni della dirigenza, dell'esclusione di Năstase e per via di altri scandali minori, Sorin Oprescu esternò pubblicamente i propri malumori e contestò la guida di Geoană, lamentando i tentativi di quest'ultimo di spingere Iliescu ad abbandonare il partito. Per placare gli animi, quindi, il 10 dicembre 2006 il presidente organizzò un nuovo congresso, in occasione del quale rimise la propria leadership in mano alla votazione dei membri del PSD che si ritrovarono a scegliere tra lui e Oprescu. Geoană presentò il programma «Romania sociale» (România Socială) nel quale provò ad offrire una visione europea sulla socialdemocrazia romena, presentandola come la migliore alternativa al governo di centro-destra, e vinse con uno scarto di 500 preferenze mentre l'avversario, che ottenne circa 400 voti, rassegnò le proprie dimissioni da presidente dell'organizzazione del PSD di Bucarest, ruolo assunto poco tempo dopo da Marian Vanghelie, divenuto col tempo uno dei più stretti alleati di Geoană. Fu stabilita, inoltre, la nomina a nuovo segretario generale per Titus Corlățean in sostituzione di Miron Mitrea, mentre fu creata appositamente per Ion Iliescu la carica di presidente onorario, in riconoscimento del ruolo avuto nella costruzione del partito negli anni. Il partito scelse 7 vicepresidenti in base al campo di competenza e altri 8 in base alla provenienza territoriale, uno per ogni regione di sviluppo.

### Moderata opposizione al governo Tăriceanu
Il PSD fu il maggior partito di opposizione nel corso della legislatura 2004-2008 e fu tra i maggiori critici del governo Tăriceanu I. La rottura della coalizione di centro-destra, tuttavia, cambiò gli schemi del PSD. Nell'aprile 2007 il Partito Democratico (dal dicembre 2007 ridenominato Partito Democratico Liberale, PD-L) di Băsescu abbandonò il governo, lasciando il PNL di Tăriceanu alla guida di un esecutivo che non godeva della maggioranza parlamentare. Geoană si mostrò disponibile a fornire il proprio sostegno esterno al governo Tăriceanu II in base alla condotta del governo, promettendo di valutare singolarmente ogni provvedimento. Dall'aprile 2007 al dicembre 2008 il governo composto da PNL e UDMR riuscì a sopravvivere in netta minoranza grazie al sostegno non dichiarato di diverse frange del PSD, sostenute tra gli altri da Năstase, Iliescu e Hrebenciuc, interessate a rafforzare i rapporti con i liberali per ottenere concessioni politiche pur stando all'opposizione. Molti dubbi emersero anche in occasione di una mozione di sfiducia bocciata dal parlamento nell'ottobre 2007, sulla quale la linea ufficiale dettata da Geoană prevedeva il voto contro il governo, ma sulla quale diversi leader del PSD mostrarono le loro incertezze.
Tra le altre iniziative comuni, nel maggio 2007 il PSD supportò insieme al PNL la celebrazione di un referendum per la destituzione del presidente della repubblica, messo in stato d'accusa per presunte violazioni alla costituzione. La votazione, tuttavia, non ebbe risultati concreti e Băsescu tornò in carica. La sconfitta politica del PSD in occasione del referendum e la frattura fra i sostenitori di un'alleanza con il PNL e quelli contrari a tale decisione scaldarono gli animi nel partito. Il 6 ottobre 2007 il comitato esecutivo nazionale riunito a Brașov discusse la possibilità di espellere Iliescu, considerato dal "gruppo di Cluj" il maggior responsabile delle divisioni nel partito, opzione scartata dalla dirigenza per timore di un'ondata di dimissioni intorno all'area del presidente onorario, che godeva del favore di un cospicuo numero di membri.
Un motivo aggiuntivo di divisione nel PSD riguardò il dibattito sull'adozione del sistema di voto maggioritario uninominale per le elezioni parlamentari. Geoană comunicò che il partito avrebbe appoggiato la sua introduzione, ritenendosi pronto ad accettare sia la variante proposta dal governo (che prevedeva un sistema misto a turno unico) che quella avanzata da Băsescu (a doppio turno). L'argomento fu oggetto di un referendum indetto dalla presidenza della repubblica e sottoposto agli elettori il 25 novembre 2007, stesso giorno del voto per le europee. Mentre Geoană si mostrò a favore, Iliescu seguì la linea opposta, invitando pubblicamente gli elettori all'astensione. Il referendum, in ogni caso, non raggiunse il quorum.
Sempre nel 2007, su sprone di Vanghelie, anche Victor Ponta rischiò l'espulsione a causa di una condotta non sempre fedele ai dettami dei vertici del partito, ma questi fu capace di ricucire i rapporti con il presidente del PSD. Nel febbraio 2008 Adrian Năstase tornò a far parte del gruppo dirigente, riuscendo ad ottenere l'elezione a presidente del consiglio nazionale, superando il concorrente Dan Mircea Popescu. Nell'ottobre 2008, sul finire della legislatura, Nicolae Văcăroiu rinunciò alla presidenza del senato per quella della corte dei conti, lasciando il ruolo al collega Ilie Sârbu.

### Elezioni del 2007 e del 2008
Partito Democratico
     Partito Social Democratico
     Unione Democratica Magiara di Romania
     Partito Liberale Democratico

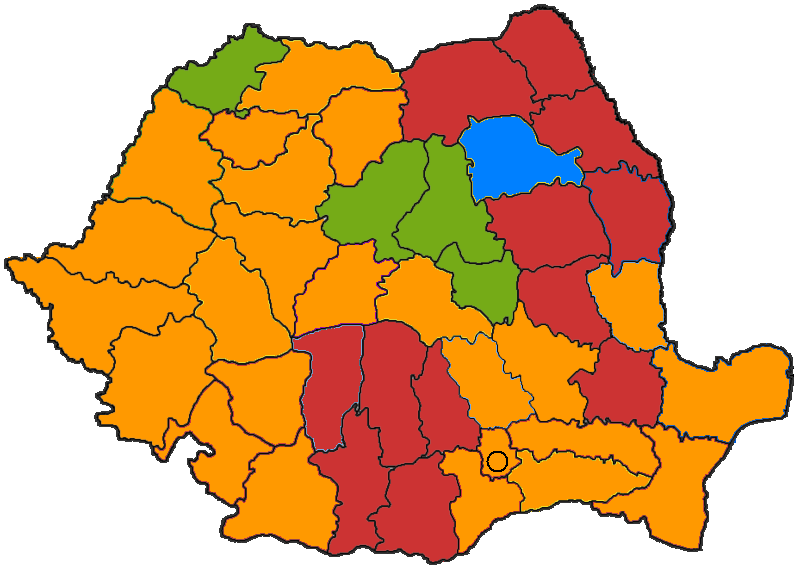
Carta raffigurante il partito più votato in ogni distretto in occasione delle Elezioni europee del 2007.
Partito Democratico
Partito Social Democratico
Unione Democratica Magiara di Romania
Partito Liberale Democratico

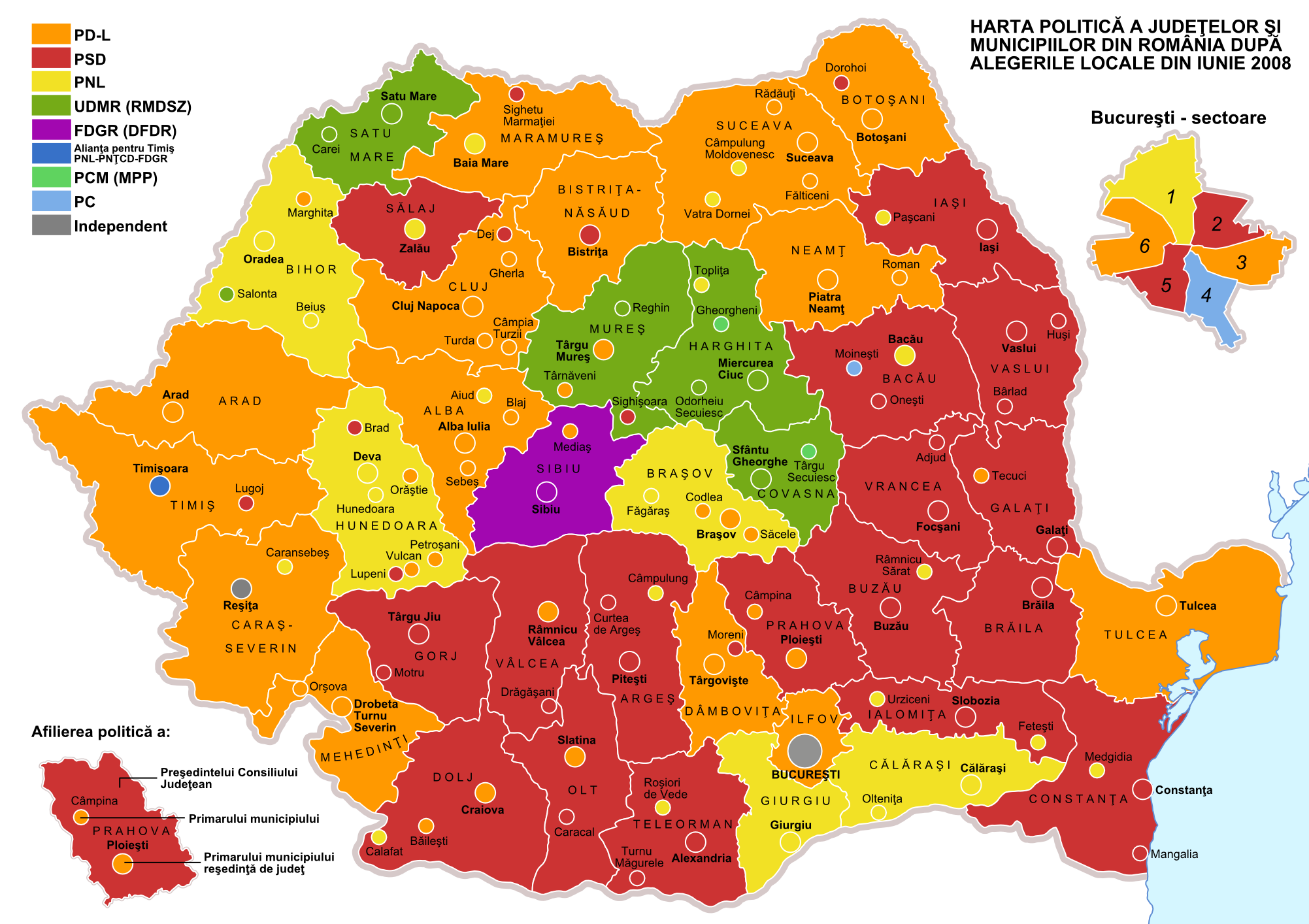
Carta raffigurante l'appartenenza politica dei presidenti di consiglio di distretto e dei sindaci delle principali città della Romania in seguito alle elezioni amministrative del 2008.

Le tornate elettorali in programma nel biennio 2007-2009 furono marcate dalla dura concorrenza tra PSD e PD-L, mentre il PNL passò in secondo piano. Nel novembre 2007 furono celebrate le prime elezioni per i rappresentanti al parlamento europeo della Romania, nelle quali la prima forza fu il Partito Democratico (29%), seguito dal PSD (23%), che riuscì a mandare a Bruxelles dieci suoi rappresentanti, che parteciparono al Gruppo del Partito del Socialismo Europeo.
Nell'aprile 2008 Geoană finalizzò un nuovo accordo con il PUR, ridenominato nel 2005 Partito Conservatore (PC), che condusse alla nascita dell'Alleanza PSD+PC, costruita in vista delle elezioni amministrative e politiche del 2008. Le elezioni locali dell'estate 2008 furono caratterizzate ancora una volta dal testa a testa tra PSD e PD-L, con i socialdemocratici che riuscirono a conquistare la presidenza della maggioranza dei consigli di distretto (17 contro 14) e dei municipi (1.138 sindaci contro 908), confermando la propria supremazia a Iași e Costanza. A Bucarest il candidato ufficiale del partito fu Cristian Diaconescu, che al primo turno si fermò al 12%. Fu, tuttavia, un'altra figura sostenuta da Iliescu e vicina al PSD, Sorin Oprescu, candidatosi da indipendente, a sconfiggere al ballottaggio il rappresentante del PD-L Vasile Blaga.
Il 27 settembre 2008 fu organizzato un ulteriore congresso straordinario, che consacrò a livello nazionale l'alleanza tra PSD e PC, che presentarono i nomi delle liste per le due camere, indicarono in Geoană il proprio candidato alla funzione di premier e pubblicarono il programma di governo predisposto in caso di vittoria alle legislative. I risultati delle elezioni parlamentari in Romania del 30 novembre 2008 videro un sostanziale pareggio tra le due forze più votate, il PD-L e il PSD. I primi ottennero 115 seggi alla camera dei deputati (con il 32,4% dei voti) e 51 al senato (33,6% dei voti), mentre i secondi 114 seggi alla camera dei deputati (33,1% dei voti) e 49 al senato (34,1% dei voti). Vista l'impossibilità di formare individualmente una maggioranza, il PD-L, che aveva ottenuto un risicato vantaggio, si vide costretto ad intavolare le trattative per la formazione di un'ampia coalizione di governo con altre forze politiche. Il primo ministro designato Emil Boc si rivolse al PSD, riuscendo a siglare un accordo che portò alla creazione del Partenariato per la Romania, protocollo di collaborazione firmato il 14 dicembre dai presidenti di partito Boc e Geoană. Mircea Geoană, inoltre, fu nominato presidente del senato, mentre la guida della camera dei deputati andò al PD-L.

### Instabile alleanza di governo con il Partito Democratico Liberale
Partito Democratico
     Partito Social Democratico
     Unione Democratica Magiara di Romania

Carta raffigurante il partito più votato in ogni distretto in occasione delle Elezioni europee del 2009.
Partito Democratico
Partito Social Democratico
Unione Democratica Magiara di Romania

Il funzionamento della maggioranza fu costantemente compromesso da dissensi interni a causa di profonde divergenze ideologiche. La struttura organizzativa dei partiti, inoltre, replicava quella della squadra di governo, con una doppia e conflittuale leadership che costringeva, alternativamente, i vertici dei due partiti a richiamare i propri membri all'ordine e al rispetto del protocollo d'intesa stipulato nel dicembre 2008. Contestualmente, i due gruppi concorsero come rivali anche alle elezioni per il parlamento europeo del 7 giugno 2009. I socialdemocratici confermarono l'alleanza con il PC, ma ancora una volta l'elettorato fu diviso dal sostegno alle due forze principali del paese: il 31% si espresse a favore della coalizione guidata dal PSD (11 seggi, di cui uno al PC), mentre il 30% per il PD-L (10 seggi).
Con l'approssimarsi delle elezioni presidenziali, previste per novembre, crebbe il tono degli scontri tra i partner di governo. A fine settembre 2009 il ministro degli interni Dan Nica (PSD) dichiarò di essere preoccupato dall'organizzazione di possibili frodi elettorali da parte del PD-L volte a favorire la rielezione di Băsescu (con il ricorso alla cosiddetta "operazione autobus"). La durezza delle affermazioni spinse Boc a richiedere al PSD il ritiro di Nica e la nomina di un nuovo ministro, ma Geoană non fece alcuna nuova proposta aprendo, di fatto, una crisi di governo. Contestualmente, Băsescu firmò i decreti di revoca di Nica e di nomina di Vasile Blaga in sua sostituzione. Il 1º ottobre 2009, quindi, Geoană annunciò l'uscita del PSD dalla maggioranza e il passaggio all'opposizione dichiarando «l'intero gruppo ministeriale PSD, per solidarietà con Dan Nica, annuncia oggi le dimissioni dal governo. Traian Băsescu è riuscito a fare di nuovo quello che fa da 5 anni: provocare una crisi politica sovrapposta alla crisi economica. È lui il responsabile principale».
Il 13 ottobre il governo Boc cadde su una mozione di sfiducia votata da PSD, PNL e UDMR, mentre il paese rimase senza un governo fino all'elezione del nuovo presidente della repubblica.

### Elezioni presidenziali del 2009
Traian Băsescu
     Mircea Geoană

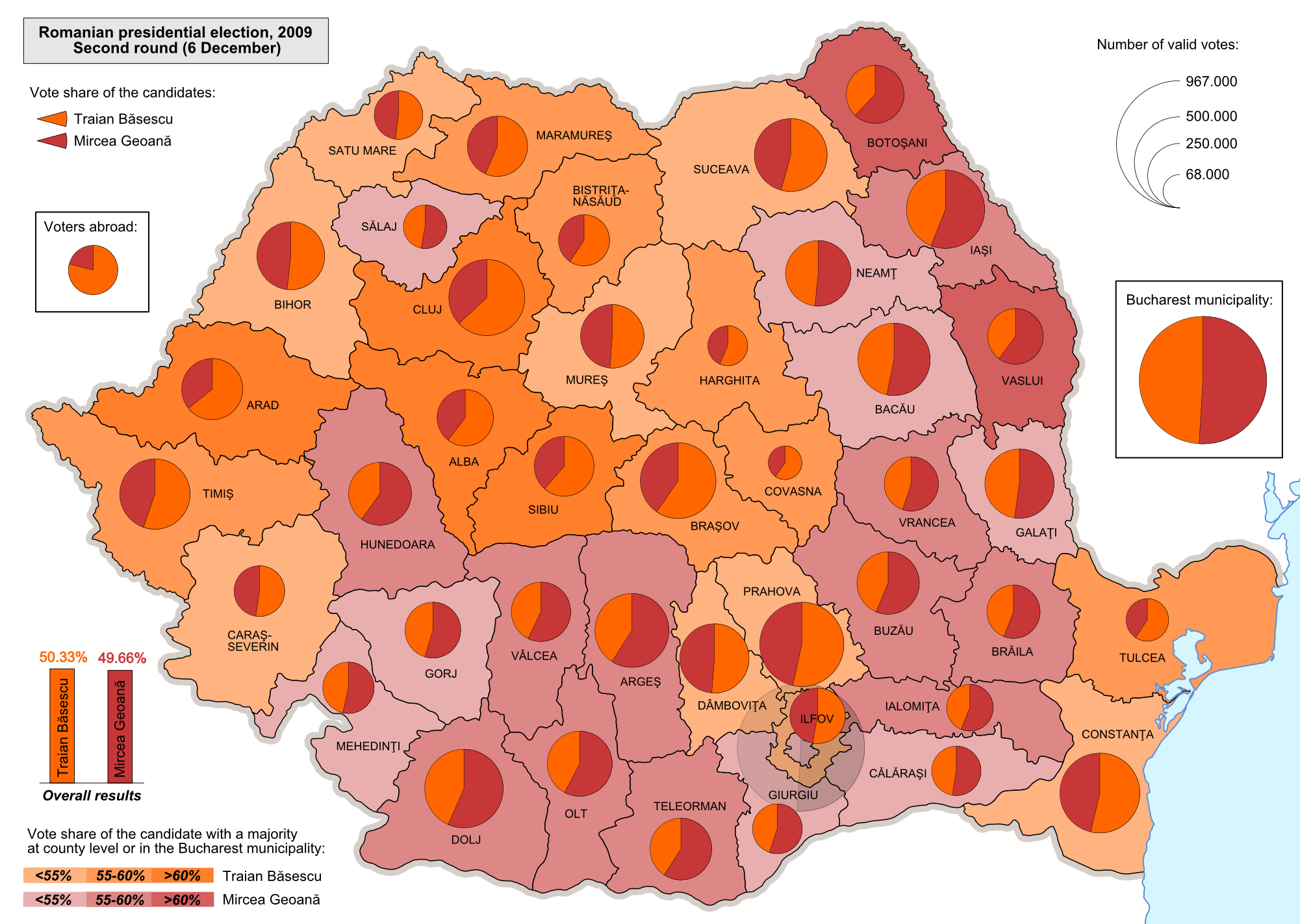
Percentuali di voto divise per distretto in occasione del ballottaggio delle Elezioni presidenziali in Romania del 2009.
Traian Băsescu
Mircea Geoană

Il 2 ottobre il congresso unificato di PSD e PC ratificò la candidatura di Geoană alla presidenza della repubblica per le elezioni in programma nel novembre 2009. Nella stessa occasione Liviu Dragnea assunse la funzione di segretario generale del partito. La campagna elettorale di Geoană fu curata da Viorel Hrebenciuc e Dragnea, mentre Victor Ponta ne fu il portavoce ufficiale. Sebbene favorito secondo i sondaggi prevoto, al primo turno il leader del PSD ottenne il 31% delle preferenze, un punto percentuale in meno rispetto a Traian Băsescu che cercava la riconferma. Nei giorni successivi al voto del 22 novembre, i socialdemocratici provarono a rafforzare l'endorsement al proprio candidato, stringendo un accordo con il PNL, cui sarebbe stata garantita la funzione di primo ministro (verosimilmente per Klaus Iohannis) in caso di vittoria di Geoană al ballottaggio. Parimenti fu siglato un patto di collaborazione con i rappresentanti delle minoranze etniche in parlamento. Il 1º dicembre Geoană, il presidente del PNL Crin Antonescu, Klaus Iohannis e il sindaco di Timișoara Gheorghe Ciuhandu (Partito Nazionale Contadino Cristiano Democratico) firmarono il Partenariato per Timișoara, documento che sancì il riconoscimento del sostegno al presidente del PSD anche da parte della formazione politica guidata dal primo cittadino del capoluogo del distretto di Timiș.
Malgrado il sostegno di più partiti a Geoană, al ballottaggio del 6 dicembre Băsescu ottenne un ridottissimo vantaggio (50,34% contro 49,66%), che spinse il PSD a contestare la validità delle elezioni di fronte alla corte costituzionale, richiedendo la ripetizione del voto recriminando il ricorso a frodi da parte del PD-L, ma questa ammise solamente il riconteggio delle circa 138.000 schede annullate. Il 14 dicembre l'ufficio elettorale centrale ultimò il riconteggio delle schede (rivalidando 2.247 voti inizialmente considerati nulli) e trasmise i dati alla corte costituzionale, incaricata di convalidare i risultati del voto. Nella sera del 14 dicembre la corte costituzionale riconobbe la rielezione di Băsescu.
La vittoria di Băsescu ebbe effetti immediati anche sulla formazione del governo. Il 17 dicembre il presidente designò nuovamente Emil Boc che, vista la nuova situazione politica nata all'indomani del voto presidenziale, riuscì a costruire una nuova maggioranza in alleanza con l'UDMR e con l'appoggio di una parte di parlamentari dissidenti del PSD guidati da Gabriel Oprea.

## La presidenza Ponta

### Ascesa di Victor Ponta alla presidenza

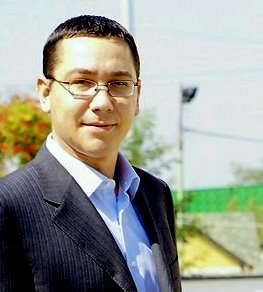
Victor Ponta nel 2010.

La sconfitta di Geoană causò il declino della sua leadership. Un nuovo congresso fu indetto per il 20 febbraio 2010, prima del quale Geoană provò a convincere i delegati del PSD ad accettare un sistema di mozioni tramite il quale il presidente del PSD avrebbe proposto l'intero gruppo dirigente del partito. Ciò fu un deterrente per la possibile ricandidatura a presidente di Adrian Năstase, critico verso tale soluzione e verso le scelte fatte del comitato esecutivo, mentre il suo allievo Victor Ponta una settimana prima del congresso comunicò l'inaspettata intenzione di concorrere per la funzione di presidente. Critiche verso il progetto di Geoană furono espresse anche da Ion Iliescu, che si dichiarò pronto a rinunciare a tutte le sue funzioni in seno al partito, dura presa di posizione che spinse il PSD a rinunciare alla proposta.
Oltre a Ponta e Geoană annunciarono la propria candidatura altri sette colleghi, tra i quali Miron Mitrea, Cristian Diaconescu, Radu Mazăre e Victor Moraru. Il 20 febbraio il congresso operò una modifica all'articolo 56 dello statuto, che prevedeva l'elezione diretta delle funzioni di presidente, segretario generale e dei 15 vicepresidenti da parte dei delegati del partito.
Nel corso dei dibattiti in seno al congresso, organizzato al Romexpo di Bucarest, l'aperto sostegno di Iliescu e Năstase a Ponta spinse numerosi delegati a seguirli. Presupponendo la sconfitta di Geoană, Mitrea e Mazăre ritirarono la candidatura e annunciarono il proprio supporto per Ponta, mentre poche personalità rimasero intorno al gruppo del presidente uscente, tra i quali Marian Vanghelie e Cristian Diaconescu. Al termine di un'elezione tesa, Ponta vinse con 856 a 781 voti (su un totale di 1.703) e divenne il nuovo leader del PSD, assumendosi l'incarico di evitare gli errori recenti della storia del partito. Furono riconfermati, invece, i ruoli di segretario generale per Liviu Dragnea e di presidente del consiglio nazionale per Adrian Năstase. Quest'ultimo sconfisse il contendente Gheorghe Nichita.
L'esito del congresso portò alla rottura di un'ala del PSD intorno alle figure di Cristian Diaconescu e Marian Sârbu, che preferirono dimettersi e unirsi a Gabriel Oprea nel partito dell'Unione Nazionale per il Progresso della Romania (UNPR), che vide la luce nel marzo 2010.
Dopo l'elezione di Ponta, il 16 ottobre 2010 fu organizzato un ulteriore congresso finalizzato a presentare il nuovo programma politico del partito intitolato «Romania corretta, Romania sociale» (România corecta, România socială), elaborato dai diversi dipartimenti settoriali del PSD e composto da 100 punti. Contestualmente furono introdotte importanti modifiche allo statuto, tra le quali l'elezione diretta da parte di tutti gli iscritti al PSD per la scelta del presidente di partito e del candidato alla presidenza della repubblica a partire dal 2014.

### Opposizione a Băsescu e formazione dell'Unione Social-Liberale con il PNL

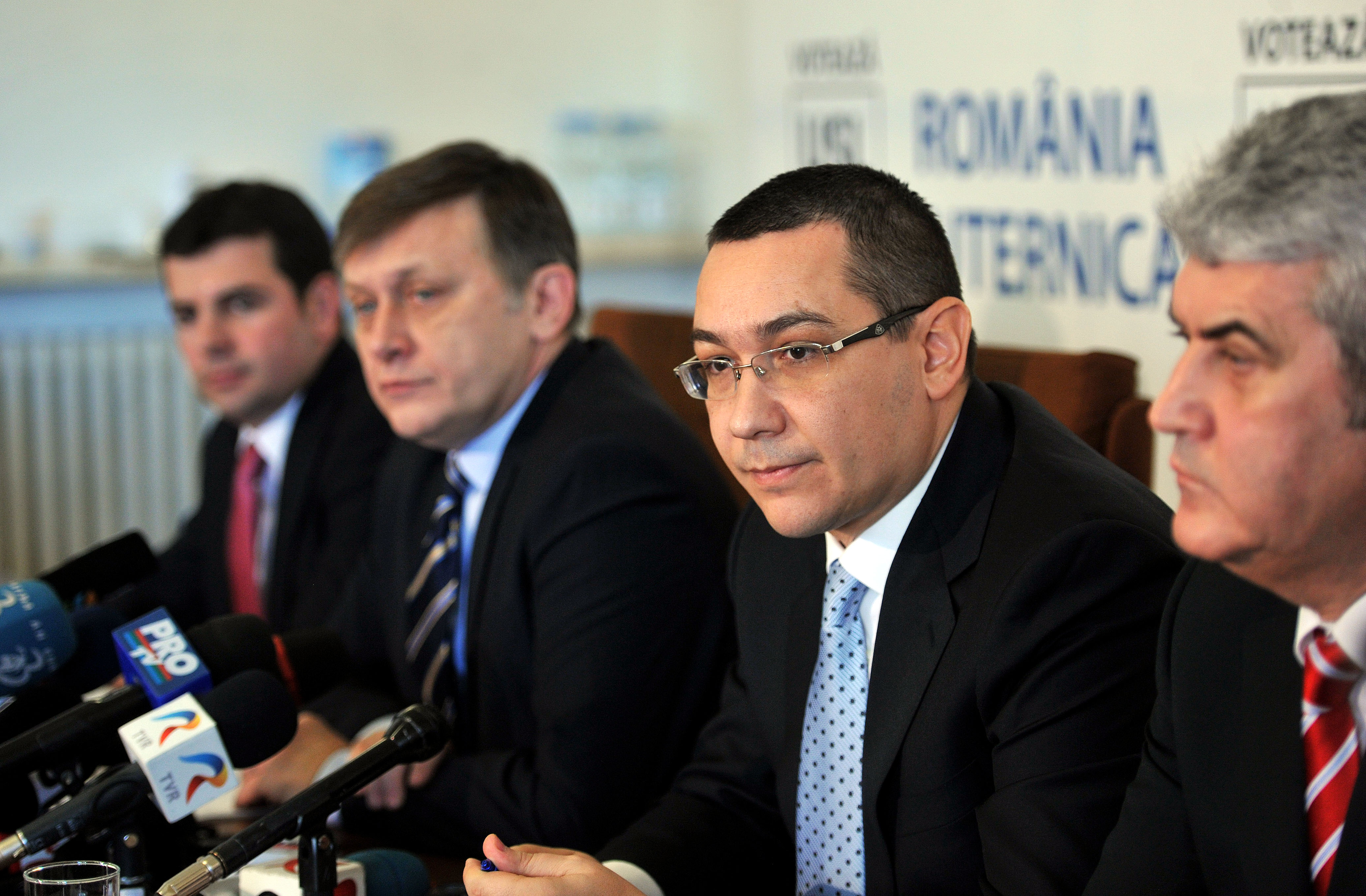
Daniel Constantin (PC), Crin Antonescu (PNL), Victor Ponta (PSD) e Gabriel Oprea (UNPR) durante un incontro tra i leader dell'Unione Social-Liberale nel gennaio 2014.

Il cambio al vertice del Partito Social Democratico portò immediatamente ad una strategia di alleanze finalizzata a riconquistare il potere nel breve termine. Nel febbraio 2011 da un protocollo d'intesa tra PSD e PNL nacque l'alleanza politica dell'Unione Social-Liberale (USL), cui aderì anche il Partito Conservatore. L'obiettivo principale del gruppo era quello di riunire gli sforzi dell'opposizione e di allontanare Băsescu dalla sua posizione tramite una procedura di impeachment parlamentare in modo da ribaltare anche il governo guidato dal PD-L. Malgrado i dubbi di alcune personalità del partito sulla convenienza di un'alleanza tra socialdemocratici e liberali, l'USL condusse una durissima opposizione al governo, con il passare dei mesi sempre più svantaggiato nei sondaggi a causa di una complicata politica di austerity imposta al paese per far fronte alla crisi economica globale esplosa nel 2011.

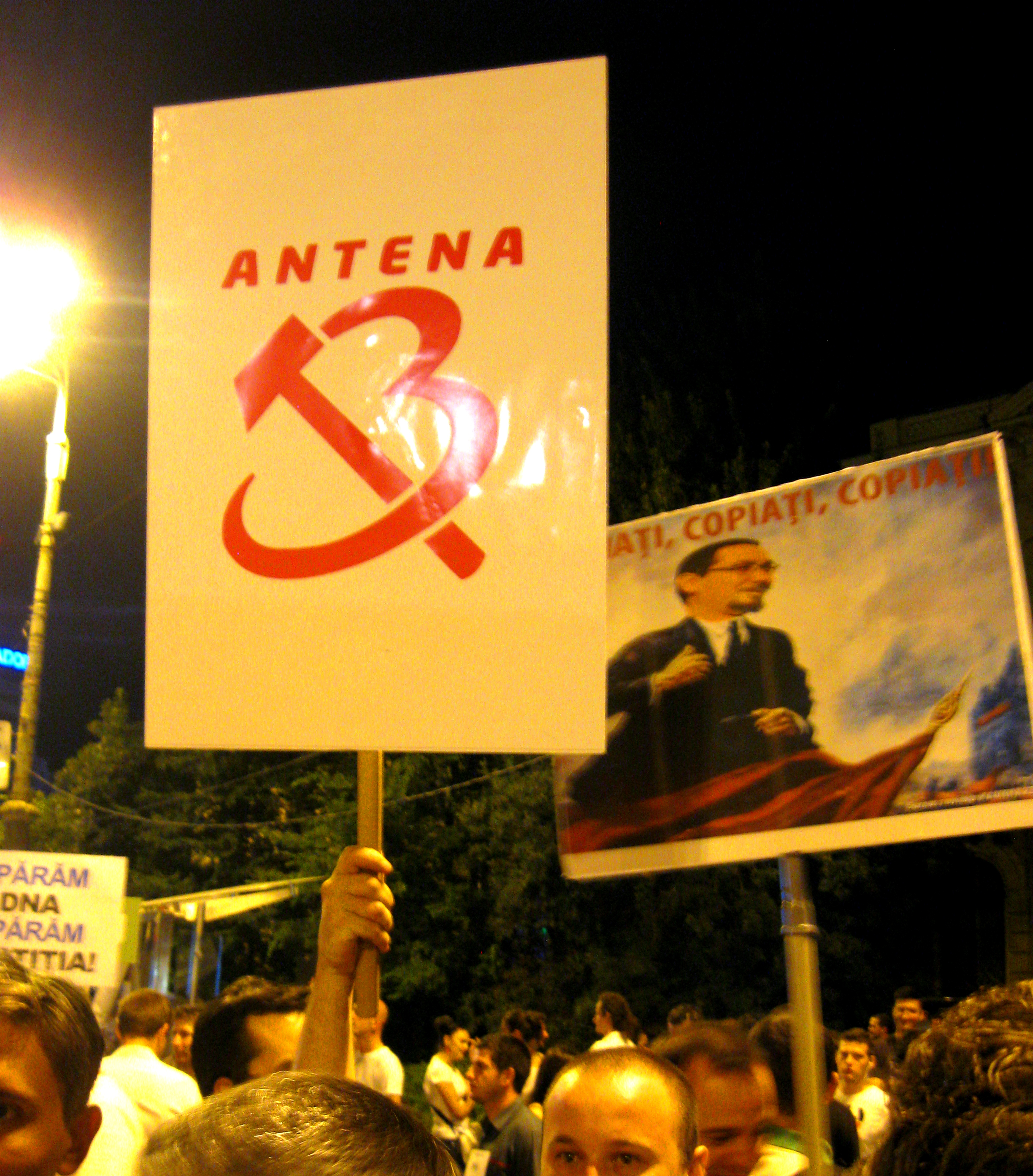
Proteste contro Victor Ponta organizzate dai sostenitori del PD-L dopo l'avvio della procedura di impeachment contro Traian Băsescu.

Ponta fronteggiò anche dei dissensi interni al PSD quando Mircea Geoană, messo in disparte dalla dirigenza dopo il congresso del 2010, nel corso del 2011 rilasciò diverse dichiarazioni che criticavano Iliescu e la dirigenza del partito. Tali parole furono interpretate da Ponta come una nota di disapprovazione pericolosa per la stabilità del partito, motivo per il quale il comitato esecutivo nel novembre 2011 decretò l'espulsione di Geoană. Questi, quindi, fu costretto a dimettersi anche dal ruolo di presidente del senato, riuscendo a riappacificarsi con Ponta solamente nell'estate 2012.
Il 7 aprile 2012 un nuovo congresso straordinario adottò diverse risoluzioni riguardanti la partecipazione alle elezioni amministrative e legislative del 2012 nel quadro dell'USL. Questo stabilì, in caso di successo, l'assegnazione della funzione di primo ministro a Ponta e quella di presidente della repubblica al leader del PNL Crin Antonescu.
Le proteste che si protrassero in Romania nei primi mesi del 2012 furono il segnale dell'incapacità del governo di dare risposte alla crisi, situazione cavalcata dall'USL che, appoggiando gli scioperi, guadagnò ampio consenso elettorale. Pressato dall'opinione pubblica, Băsescu fu costretto ad assegnare l'incarico di primo ministro a Victor Ponta, che il 1º maggio 2012 diede vita al governo Ponta I. L'estate 2012 fu segnata da un costante clima di conflitto tra primo ministro e presidente della repubblica. I continui scontri tra i contendenti su ogni aspetto della vita pubblica, tra i quali l'accusa mossa al premier di aver plagiato la sua tesi di dottorato, alla fine spinsero l'USL ad avviare una procedura di destituzione dei presidenti delle due camere in area PD-L. Antonescu venne nominato al senato, mentre Valeriu Zgonea (PSD) a capo della camera dei deputati. Il 5 luglio fu presentato il documento per l'impeachment di Băsescu che, temporaneamente sospeso, rientrò in funzione solamente dopo la celebrazione del referendum del 2012 che, ritenuto nullo per il mancato raggiungimento del quorum, fu successivamente fonte di ulteriori contestazioni dell'USL alla corte costituzionale.
A contribuire al nervosismo del clima politico del periodo, il 20 giugno Adrian Năstase fu condannato a due anni di reclusione dall'Alta corte di cassazione per uno scandalo di corruzione (dosarul Trofeul calității). Per sfuggire all'arresto l'ex primo ministro tentò il suicidio. Dopo le sue dimissioni, in segno di rispetto, il partito lasciò vacante il suo posto da presidente del consiglio nazionale del PSD, che fu riempito solo nel marzo 2015 da Rovana Plumb.

### Elezioni del 2012

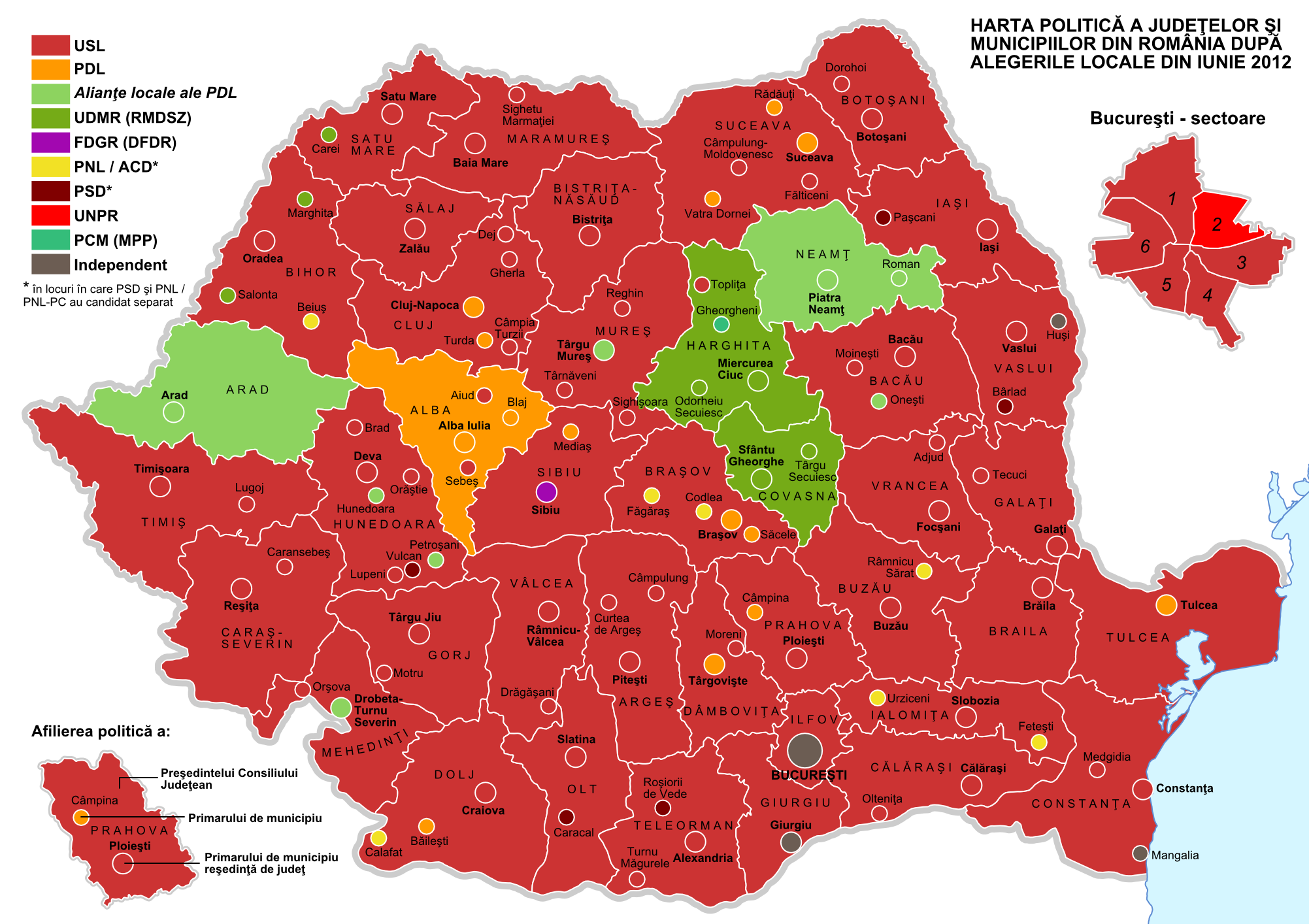
Carta raffigurante l'appartenenza politica dei presidenti di consiglio di distretto e dei sindaci delle principali città della Romania in seguito alle elezioni amministrative del 2012.

Nell'aprile 2012 un meeting comune delle forze politiche dell'USL stabilì la strategia politica della coalizione in vista delle elezioni amministrative dell'estate e di quelle parlamentari dell'autunno dello stesso anno.
Parallelamente al conflitto istituzionale in atto in parlamento, il 10 giugno si svolse il voto per la scelta dei presidenti di consiglio di distretto, dei consiglieri delle amministrazioni locali e dei sindaci. La tornata elettorale segnò un indiscutibile successo per l'USL e una sconfitta per lo stile politico del presidente della repubblica Băsescu. L'USL ottenne la presidenza di 36 consigli di distretto su 41, il 54% dei consiglieri di distretto (il PD-L rimase al 16%), il 42% dei sindaci (contro il 16% del PD-L) e il 33% dei consiglieri municipali (contro il 16% del PD-L). I sindaci del PSD furono confermati a Iași e Costanza, mentre a Craiova fu eletto come nuovo primo cittadino Lia Olguța Vasilescu. A Bucarest Sorin Oprescu, indipendente ma ufficialmente sostenuto dall'USL, ottenne il 55% dei voti disponibili. Il suo maggior oppositore, il candidato del PD-L Silviu Prigoană non andò oltre il 17%.
Subito dopo le elezioni amministrative il PSD formò un'ulteriore alleanza politica, l'Alleanza di Centro-Sinistra (ACS), con l'UNPR di Gabriel Oprea, che era intenzionato ad allargare il fronte socialdemocratico riaprendo i canali di comunicazione con il PSD, formazione che aveva abbandonato due anni prima. L'USL, quindi, ebbe un nuovo aderente che rafforzò il peso della coalizione.
L'USL, per tali motivi, si presentò da assoluta favorita alle elezioni parlamentari del 9 dicembre 2012, conquistando ben 2/3 dei seggi in parlamento con il 59% dei voti, mentre la coalizione cristiano-democratica costruita intorno al PD-L (Alleanza Romania Giusta) ottenne il 16% e si dissolse dopo le elezioni. Il 21 dicembre 2012 nacque il governo Ponta II.
Dopo le elezioni del 2012, tra il 19 e il 20 aprile 2013 il PSD organizzò un nuovo congresso alla Sala Palatului di Bucarest per confermare i propri quadri dirigenziali. Questo ebbe luogo con lo slogan «120 anni di socialdemocrazia in Romania» (120 de ani de social-democrație în România). Sostanziali modifiche allo statuto reintrodussero la figura del presidente esecutivo (carica cui fu eletto Liviu Dragnea) ed aumentarono il numero dei vicepresidenti a 21 (8 a livello nazionale, 8 dalle regioni di sviluppo e 5 dall'organizzazione femminile del PSD). Dopo il congresso, su proposta di Ponta il comitato esecutivo nominò Andrei Dolineaschi nuovo segretario generale.

### I governi di Victor Ponta

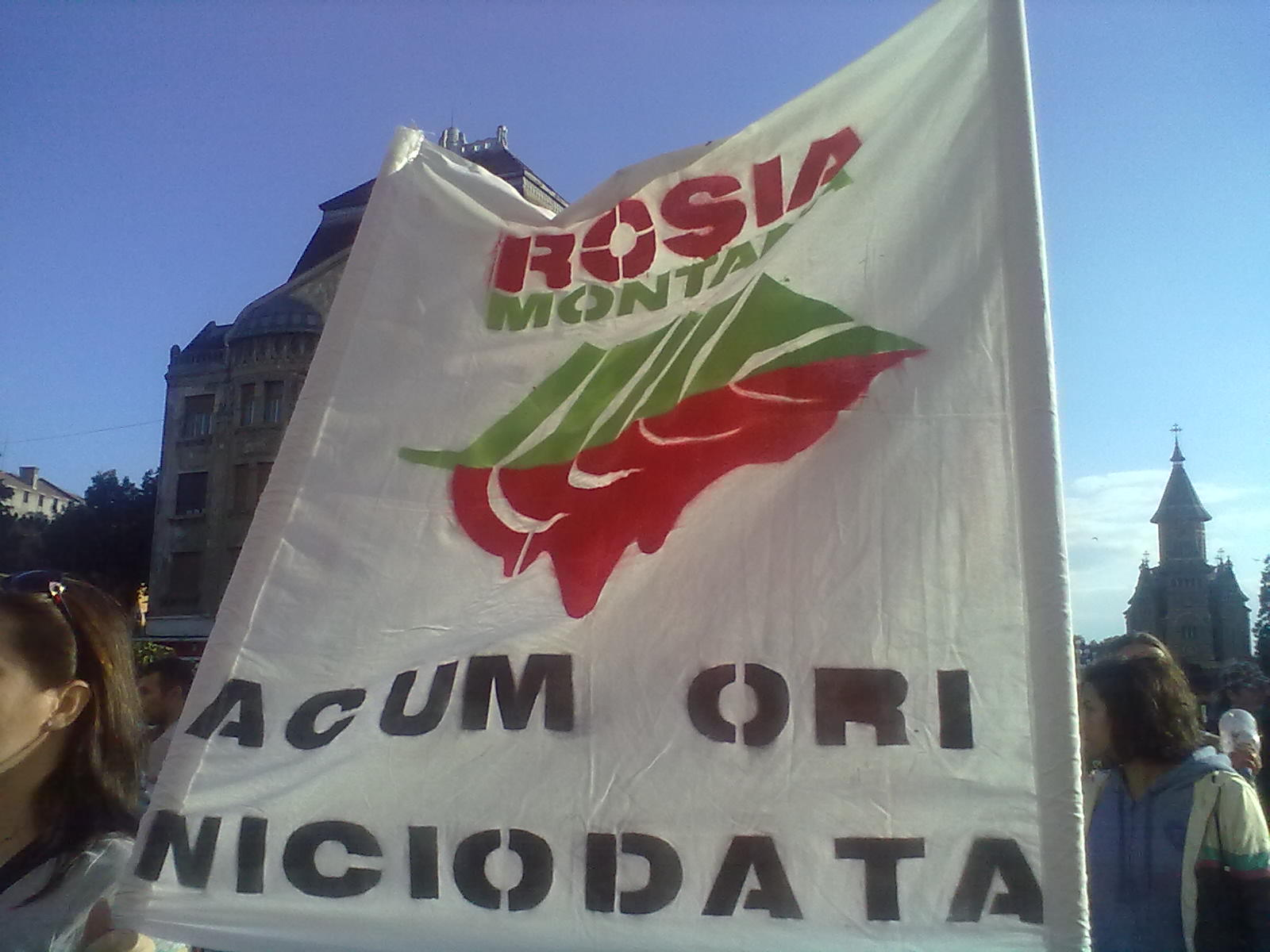
Proteste del 2013 a Timișoara contro il progetto di estrazione mineraria nell'area di Roșia Montană.

Sorretto da diverse maggioranze Victor Ponta condusse quattro governi tra il 2012 e il 2015, facendo fronte a continui scandali riguardanti i membri del governo e del partito.
In un primo momento, intenzionato a fornire un'immediata risposta ai problemi del paese, tra le priorità apertamente dichiarate dal primo ministro vi furono quella di stimolare la crescita del settore privato e quella di riportare il livello dei salari dei dipendenti pubblici a come erano prima della crisi, dopo che questi avevano subito pesanti tagli a causa delle riforme operate dal PD-L. Al fianco delle misure per l'innalzamento dei livelli salariali e delle pensioni e all'incremento progressivo dello stipendio minimo stabilito dalla legge, tuttavia, l'amministrazione Ponta con il tempo introdusse una serie di nuove imposte come, ad esempio, quelle sui carburanti e sulle costruzioni speciali.
Ponta si confrontò, inoltre, con importanti questioni riguardanti l'ambiente (lo sfruttamento dei giacimenti minerali della località di Roșia Montană e l'estrazione di gas da argille) sulle quali mostrò evidenti incertezze e che furono causa di diverse manifestazioni di piazza a livello nazionale.
In un paese tormentato dal problema endemico della corruzione della classe politica, il governo nel 2013 provò ad introdurre una serie di modifiche legislative che avrebbero ridotto le pene per tali reati, iniziative che ebbero risonanza nazionale e, alla fine, furono abbandonate su pressione dell'opinione pubblica. Sempre sul piano della giustizia nell'aprile 2013, Ponta nominò a capo della Direzione nazionale anticorruzione della Romania Laura Codruța Kövesi, malgrado le obiezioni del PNL, che la considerava un alleato di Băsescu.
L'ambizioso programma di riforma di Ponta fu in molti casi completato a metà: a fronte della promessa di crescita del 4% annuo, il paese non andò mai oltre il 3,4%, l'occupazione crebbe ma non al livello auspicato dal PSD, gli investimenti infrastrutturali furono limitati, mentre la riduzione dei contributi sociali per i datori di lavoro e dell'IVA, prevista dal nuovo codice di procedura fiscale introdotto nel 2015 dopo lunghi dibattiti, fu applicata in mancanza di misure compensatorie.

### Rottura dell'USL e governo con l'UDMR

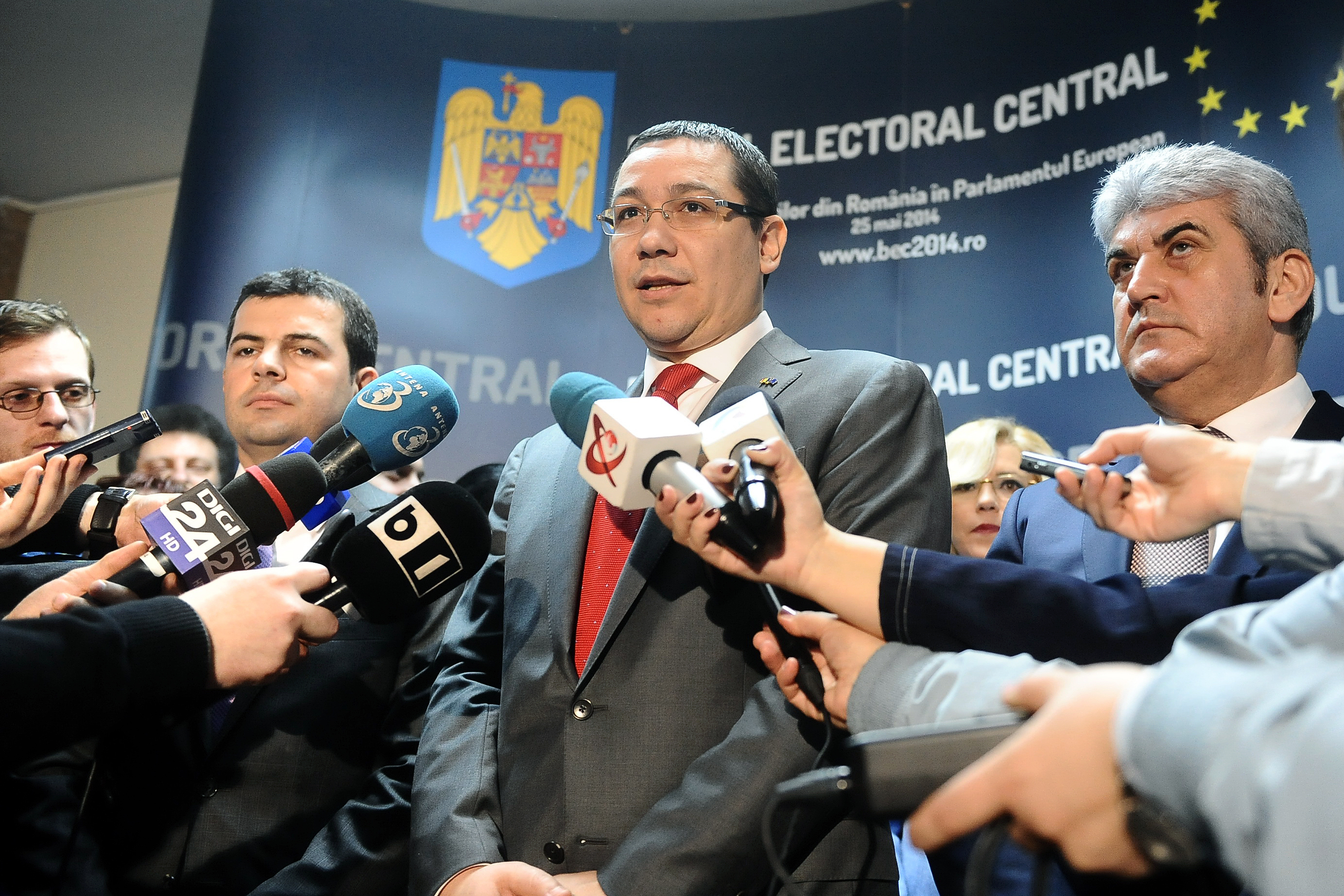
Victor Ponta (centro) con i leader del Partito Conservatore Daniel Constantin (sinistra) e dell'Unione Nazionale per il Progresso della Romania Gabriel Oprea (destra) nel giorno della presentazione delle liste dei candidati della coalizione fra i tre partiti alle Elezioni europee del 2014.

Nella parte iniziale del 2014, forti divergenze ideologiche e scelte politiche legate alle nomine di nuovi ministri in area PNL fecero crescere la tensione tra i due maggiori alleati dell'USL. L'11 febbraio i rappresentanti del PNL si incontrarono con il primo ministro proponendo una modifica alla squadra di governo, che prevedeva la nomina di Klaus Iohannis con il doppio ruolo di vice primo ministro e ministro degli interni. Visto il rifiuto di Ponta, Iohannis e Antonescu confermarono pubblicamente l'esistenza di una crisi di governo, acuita dalla nascita di una coalizione alternativa all'USL. Il 10 febbraio, in vista delle elezioni per il parlamento europeo del maggio 2014, infatti, il PSD aveva stretto con UNPR e PC un protocollo di intesa elettorale chiamato Unione Social Democratica (USD), che fece infuriare i vertici del PNL. Ponta e Antonescu si accusarono reciprocamente di voler rompere la coalizione USL. Antonescu invocò le dimissioni del primo ministro nel caso in cui si fosse giunti ad una rottura, poiché doveva il suo mandato all'USL, mentre Ponta accusò il capo del PNL di preparare il terreno per una sua personale candidatura alle elezioni presidenziali in Romania del 2014 in programma nel mese di novembre. Senza approdare ad alcuna soluzione, il 25 febbraio 2014 Antonescu annunciò il ritiro del PNL dal governo e la fine dell'alleanza con il PSD.
Con la defezione del PNL, quindi, Ponta si rivolse ad altre forze politiche per formare una nuova maggioranza. Confermata la partecipazione di UNPR e PC, il 3 marzo 2014 annunciò di aver trovato un'intesa per la nascita del governo Ponta III con gli etnoregionalisti ungheresi dell'Unione Democratica Magiara di Romania di Kelemen Hunor, che entravano nel governo in sostituzione del PNL. In base all'accordo, l'UDMR assumeva il compito di appoggiare l'esecutivo nella realizzazione del programma elaborato dal PSD nel 2012, mentre il governo avrebbe garantito maggiori diritti ai cittadini di etnia ungherese in Transilvania.
Alle elezioni per il parlamento europeo celebratesi in maggio, la coalizione guidata dal PSD fu il gruppo più votato (37,6% contro il 15% del PNL), confermando la possibilità per i socialdemocratici di governare senza il supporto dei liberali. Partito maggioritario, il PSD ottenne 12 dei 16 seggi conquistati dall'USD.

### Elezioni presidenziali del 2014 e declino di Ponta
Klaus Iohannis
     Victor Ponta

Percentuali di voto divise per distretto in occasione del ballottaggio delle Elezioni presidenziali in Romania del 2014.
Klaus Iohannis
Victor Ponta

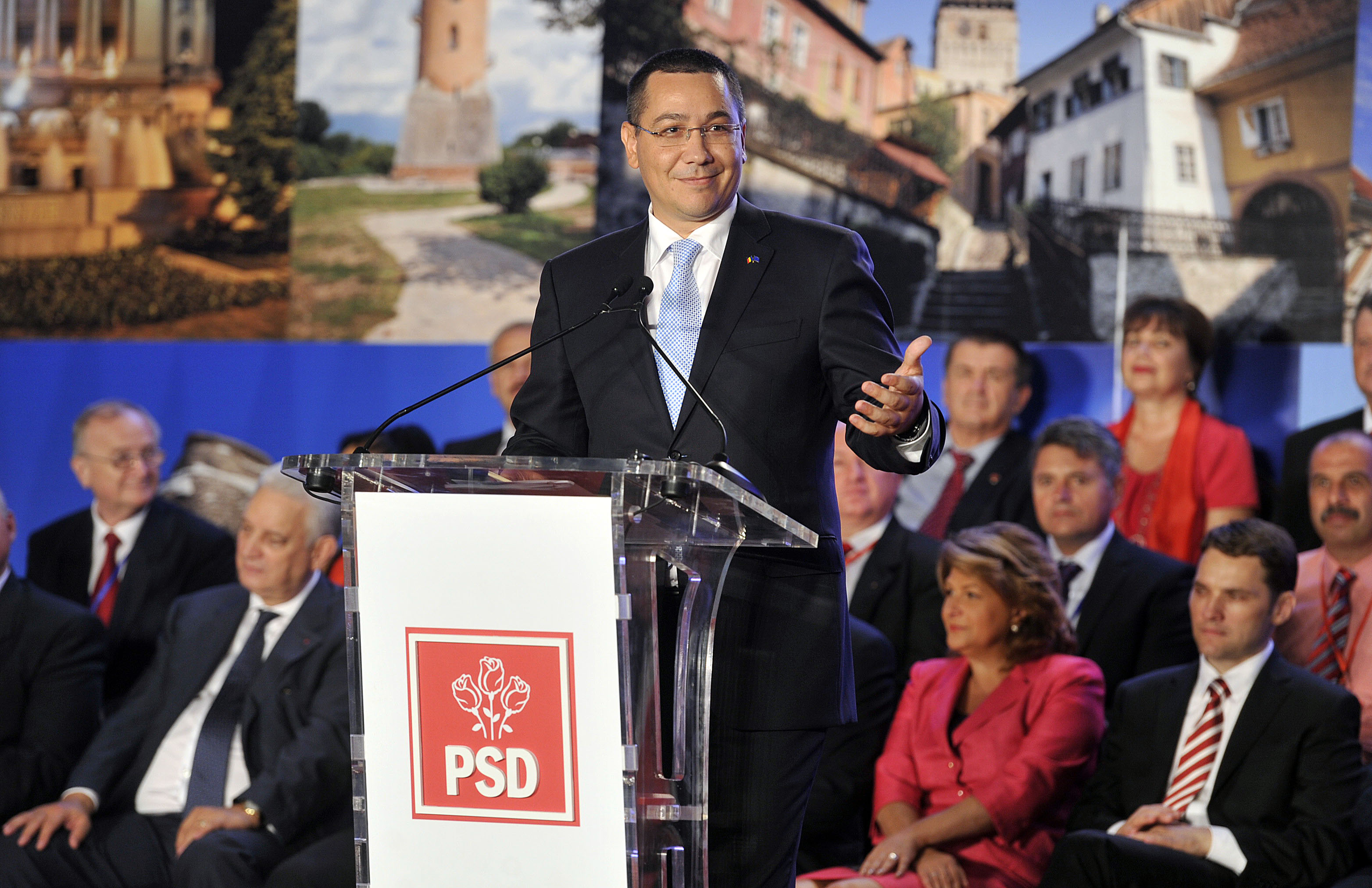
Victor Ponta al congresso nazionale di Alba Iulia del 12 settembre 2014.

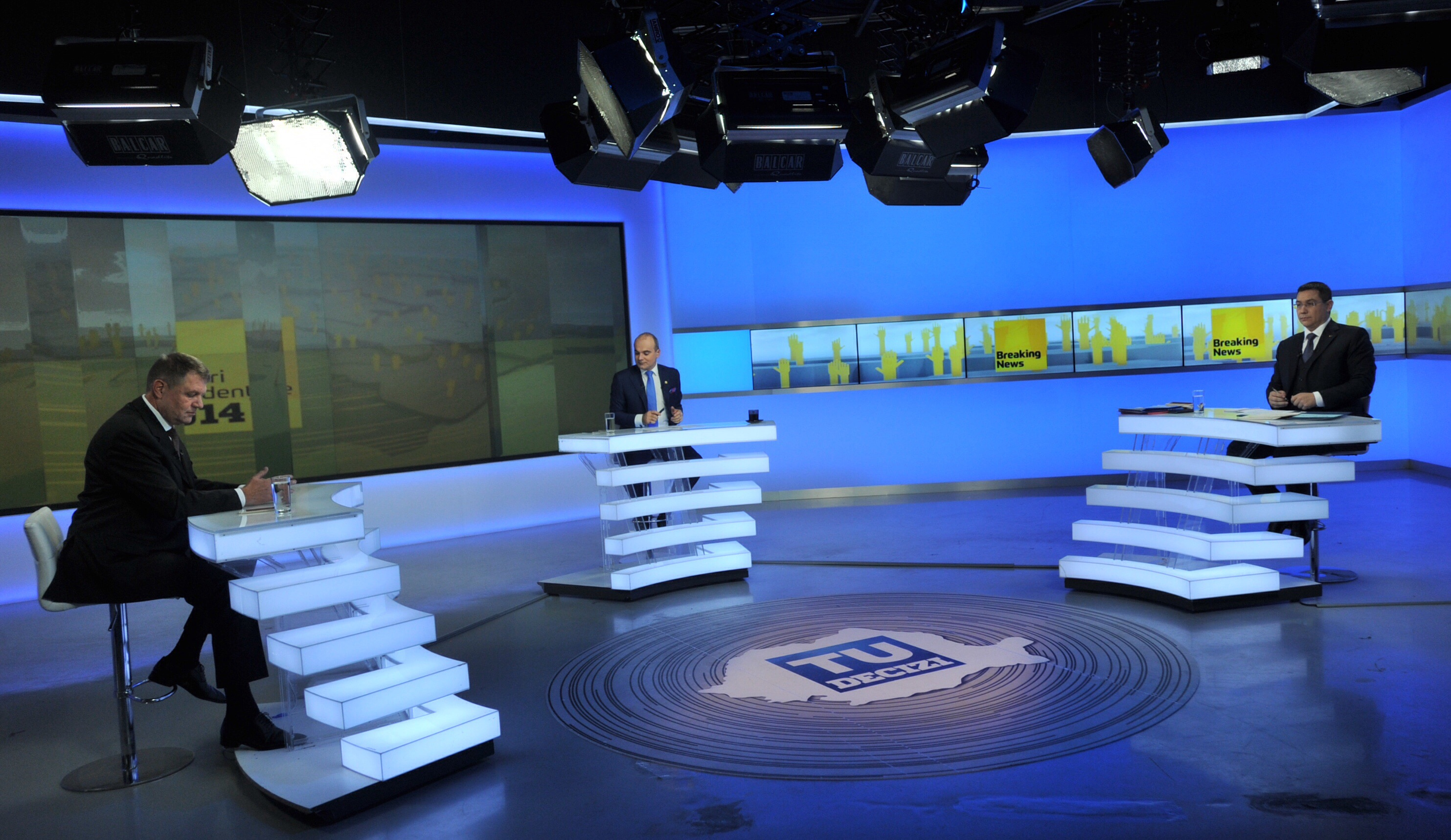
Victor Ponta e Klaus Iohannis l'11 novembre 2014, durante il dibattito televisivo precedente il ballottaggio delle Elezioni presidenziali del 2014.

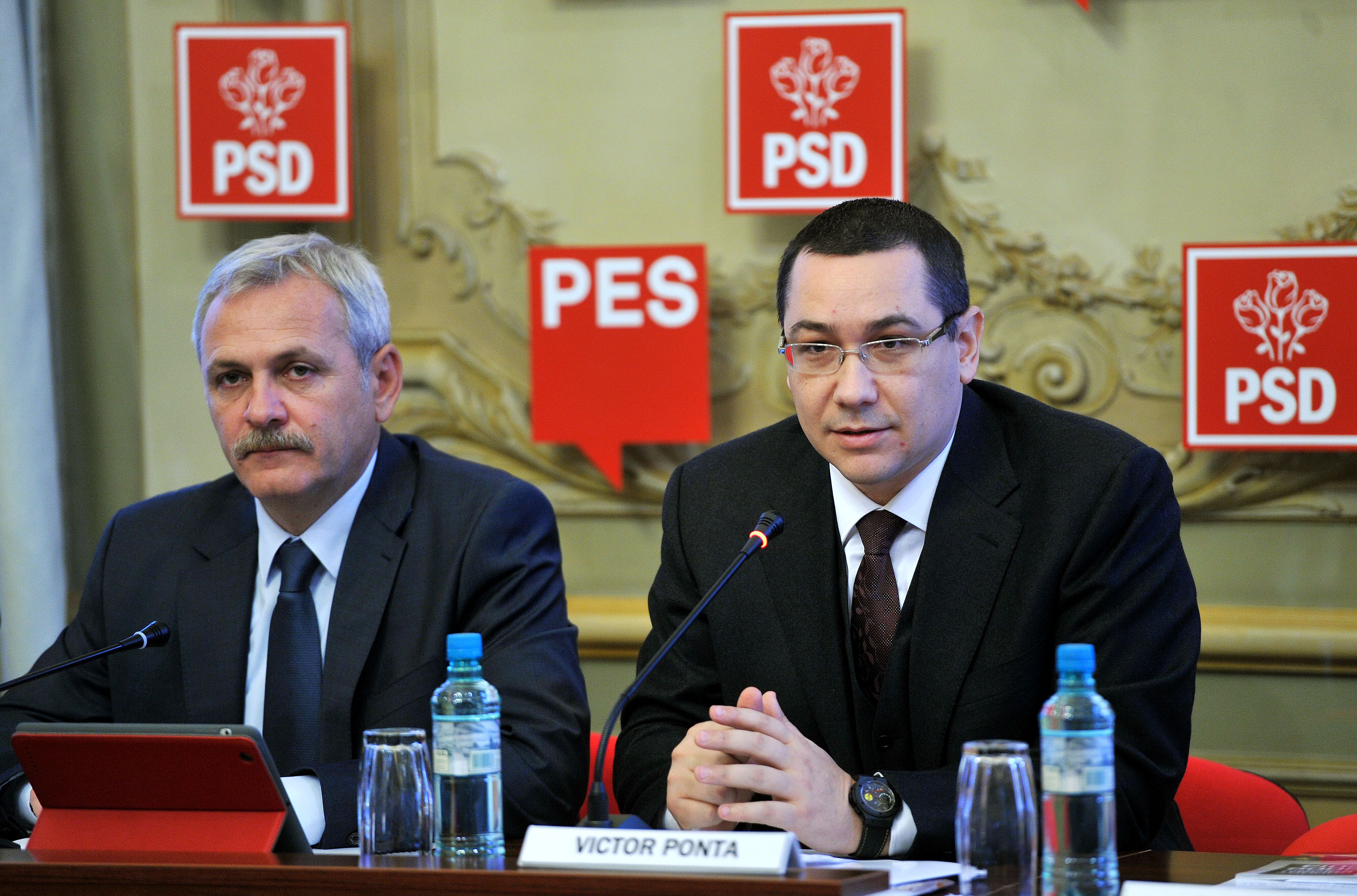
Liviu Dragnea e Victor Ponta

L'11 agosto 2014 il PNL, che si alleò al PD-L per fare fronte comune contro il PSD, annunciò che il proprio candidato alla presidenza della repubblica sarebbe stato Klaus Iohannis. Il 12 settembre 2014 il congresso del PSD celebratosi ad Alba Iulia lanciò la candidatura di Victor Ponta, che godeva del sostegno anche degli alleati dell'UNPR e del PC.
Visto il vantaggio nei sondaggi, Ponta si presentò alle elezioni presidenziali del novembre 2014 con tutte le probabilità di uscirne vincitore. Al primo turno confermò tale distacco, ottenendo il 40% contro il 30% di Iohannis, con ben un milione di voti di differenza. Le operazioni di voto, tuttavia, furono caratterizzate da enormi difficoltà di organizzazione presso i seggi elettorali ubicati all'estero, dove Iohannis era favorito, elemento che costrinse alle dimissioni il ministro degli esteri Titus Corlățean e mise in imbarazzo il candidato del PSD. Il ballottaggio del 16 novembre segnò l'inaspettato successo di Iohannis, che ottenne il 54,5% dei voti contro il 45,5% di Ponta. L'ufficializzazione della vittoria del candidato del centro-destra aprì una crisi politica in seno al PSD, il cui nervosismo esplose nella definitiva espulsione di Geoană e Vanghelie, considerati membri dell'opposizione interna. A livello generale il partito preferì mantenere la discrezione a livello mediatico nonostante l'inattesa e dura sconfitta.
Iohannis trionfò nelle aree della Transilvania ad elevato popolamento di cittadini di etnia ungherese, elemento che spinse Kelemen Hunor a rivedere il ruolo dell'UDMR nel governo. Il 27 novembre, quindi, il presidente dell'UDMR annunciò che l'Unione sarebbe uscita dall'esecutivo. Tale decisione condusse, dopo 9 mesi, alla fine del governo Ponta III. Il primo ministro, sostenuto da PSD, UNPR, PC e PLR, comunque, disponeva ancora della maggioranza parlamentare per garantire la stabilità di un nuovo governo. Il 17 dicembre nacque il governo Ponta IV.
La prima parte del 2015 fu segnata da numerosi scandali giudiziari in cui erano coinvolti membri di alto rango del PSD e che contribuirono ad esacerbare il clima interno del partito. Il 15 marzo il ministro delle finanze Darius Vâlcov presentò le proprie dimissioni al premier dopo aver appreso dell'esistenza di un'inchiesta nei suoi confronti da parte della Direzione nazionale anticorruzione (DNA) che lo accusava di concussione, corruzione e riciclaggio. Il 15 maggio l'Alta Corte di Cassazione e Giustizia pronunciò una sentenza di condanna ad un anno di reclusione (con sospensione della pena) nei confronti del ministro della pubblica amministrazione Liviu Dragnea, accusato di frode elettorale in occasione del Referendum presidenziale romeno del 2012. Pur professandosi innocente e ricorrendo in appello, Dragnea presentò comunque le proprie dimissioni da ministro e da presidente esecutivo del PSD. Il 5 giugno, infine, la DNA informò il primo ministro Ponta che era in corso un'indagine a suo carico nell'ambito dell'inchiesta Turceni-Rovinari. Tra i reati contestati vi erano falso in scrittura privata, concorso continuativo in evasione fiscale e riciclaggio, in relazione ad irregolarità commesse in qualità di rappresentante legale del suo studio di avvocatura nel periodo 2007-2009. Nella stessa inchiesta figurava come indagato anche l'ex ministro dei trasporti Dan Șova. Mentre le forze della maggioranza confermarono il sostegno a Ponta, il presidente della repubblica chiese ripetutamente le dimissioni del primo ministro. La sconfitta elettorale alle presidenziali del 2014 e i guai giudiziari dei suoi membri portarono a crescenti tensioni nel PSD, che causarono un allontanamento tra Ponta e Dragnea, con la nascita di una nuova rivalità, malgrado i dinieghi da parte di Dragnea che continuava a proclamarsi tra gli uomini fedeli a Ponta.

## La presidenza Dragnea

### Liviu Dragnea a capo del PSD

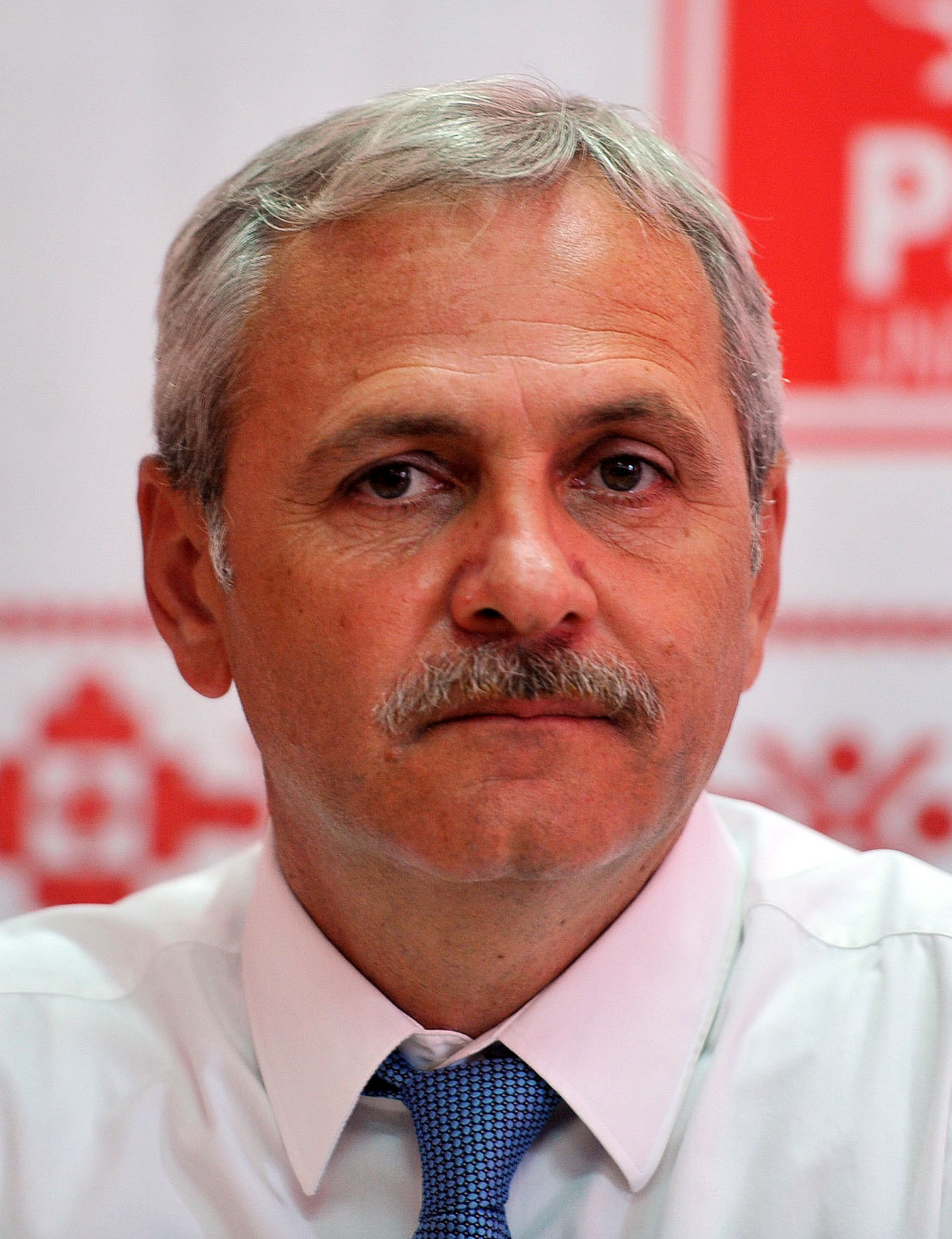
Liviu Dragnea

Considerata la gravità delle accuse, il 16 luglio 2015, in seguito alla riunione dei vertici del PSD, Victor Ponta decise di abbandonare la posizione di presidente del partito fin quando non avrebbe risolto i propri problemi con la giustizia, con l'intenzione di lasciarne la conduzione a Rovana Plumb, allora ministro del lavoro e presidente del consiglio nazionale del PSD, sostenuta direttamente dal premier.
Il 22 luglio 2015 il comitato esecutivo del partito, tuttavia, preferì conferire il ruolo di presidente ad interim a Liviu Dragnea, che si opponeva alla candidatura della Plumb proposta da Ponta (Dragnea vinse con 65 voti contro 18). Dragnea annunciò l'inizio di una riorganizzazione interna, indicendo un nuovo congresso in ottobre al fine di eleggere il nuovo presidente.
In quel momento il regolamento prevedeva che per presentare la candidatura alla presidenza del partito, ogni candidato avrebbe dovuto ricevere il supporto, oltre che della propria filiale territoriale, anche di altre quattro sezioni locali. In una prima fase entrarono in corsa per la presidenza anche i senatori Șerban Nicolae e Daniel Savu, ma la mancanza di largo sostegno alle loro proposte li spinse a rinunciare (il primo fu appoggiato solo dalla filiale del PSD della cittadina di Gura Văii, il secondo solo da quella del distretto di Prahova). Anche il sindaco del settore 3 di Bucarest e presidente della sezione del partito nella capitale Robert Negoiță rese pubblica l'intenzione di iscriversi alle elezioni per la presidenza, ma ritirò la propria candidatura dopo appena 24 ore.
Dragnea, quindi, giunse come unico candidato alle primarie del PSD, nella prima volta in cui fu utilizzato il sistema che prevedeva il voto da parte di tutti gli iscritti al partito (circa 530.000), ricevendo il 97% di voti favorevoli dei circa 435.000 membri che si presentarono alle urne (l'81% degli aventi diritto). Il congresso del 18 ottobre convalidò l'elezione di Dragnea e nominò i nuovi vertici del partito. Furono scelti 14 vicepresidenti e Valeriu Zgonea, tra i più stretti collaboratori di Dragnea, fu selezionato come nuovo presidente esecutivo, superando largamente il concorrente Constantin Niță. Dopo il congresso, il nuovo segretario generale del partito, proposto da Dragnea, divenne Marian Neacșu.
La leadership di Ponta subì il colpo finale nelle successive settimane quando, il 30 ottobre, avvenne la tragedia della discoteca Colectiv di Bucarest, in cui 64 persone persero la vita a causa del mancato rispetto delle norme anti-incendio. L'evento segnò l'inizio di una serie di proteste spontanee di piazza in cui i manifestanti invocavano un cambio di rotta in nome di una maggiore onestà da parte della classe politica in generale e pretendevano le dimissioni del governo. L'eco fu talmente ampia che il 4 novembre, sommerso dagli scandali, Victor Ponta depose il proprio mandato nelle mani del presidente della repubblica, che il 10 novembre incaricò l'ex Commissario europeo per l'agricoltura e lo sviluppo rurale Dacian Cioloș di formare un nuovo governo tecnico. Dragnea affermò che il PSD avrebbe valutato singolarmente ogni azione del nuovo esecutivo, accordando il proprio sostegno a condizione che il nuovo primo ministro non bloccasse le iniziative già avviate dai socialdemocratici, nello specifico l'aumento dei salari per i dipendenti pubblici.

### Elezioni del 2016

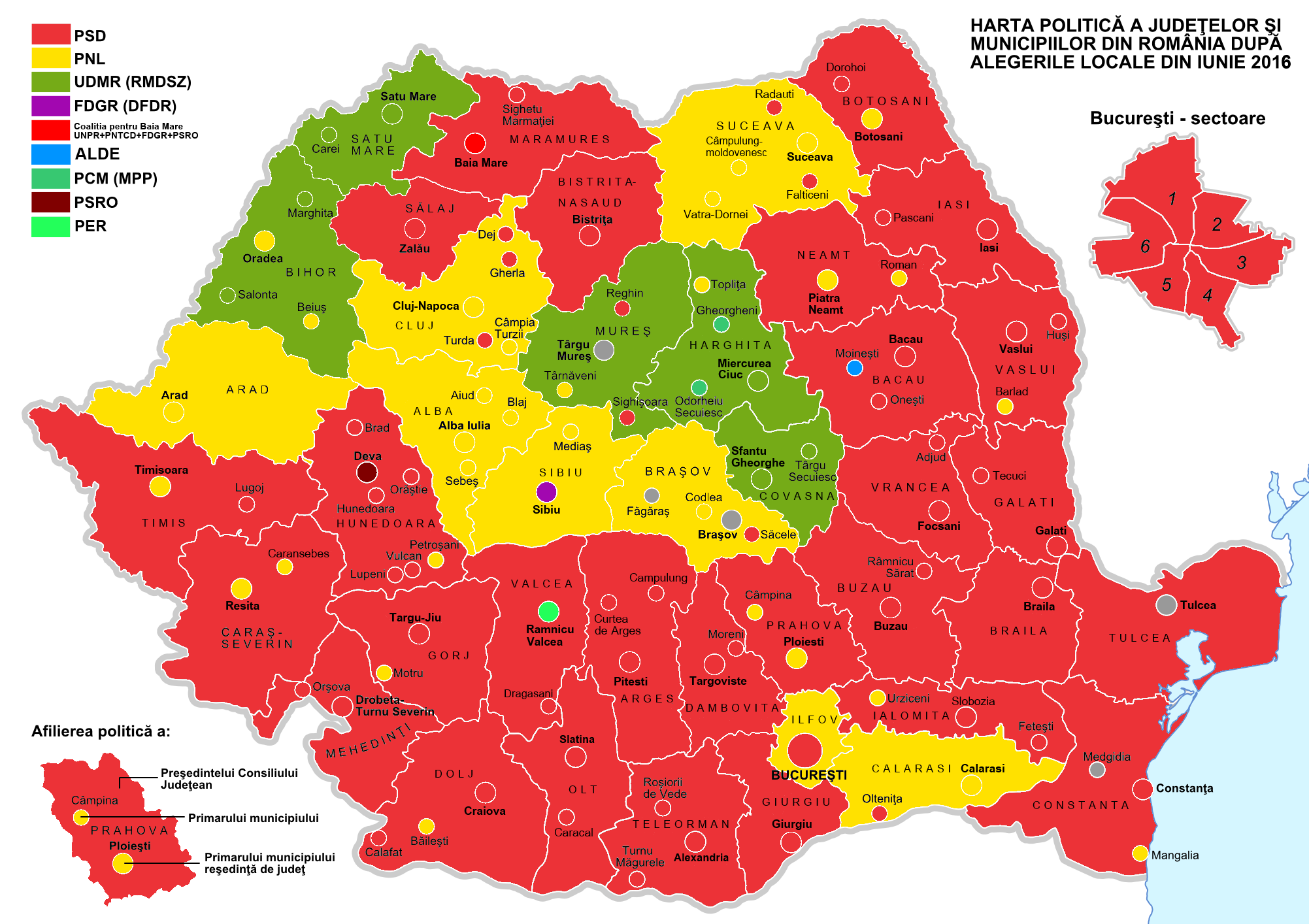
Carta raffigurante l'appartenenza politica dei presidenti di consiglio di distretto e dei sindaci delle principali città della Romania in seguito alle elezioni amministrative del 2016.

Garantendo un temperato appoggio esterno al governo Cioloș insieme alla maggioranza delle forze politiche presenti in parlamento, il PSD preparò il terreno per le elezioni amministrative e legislative del 2016. Il 22 aprile 2016, tuttavia, una sentenza l'Alta corte di cassazione confermò la condanna a Dragnea per frode elettorale anche in appello. Iohannis ne chiese le dimissioni da parlamentare e da leader del PSD, mentre la parte maggioritaria del partito si strinse intorno a Dragnea. Il presidente esecutivo e presidente della camera dei deputati Valeriu Zgonea, tuttavia, fu una delle poche voci che lo invitarono a ritirarsi dalla posizione, attirando così le critiche del comitato esecutivo nazionale del PSD, che decretò l'espulsione di Zgonea, costringedolo ad abbandonare i propri incarichi. Questi fu sostituito alla presidenza della camera da Florin Iordache, esperto di diritto del PSD, mentre la posizione di presidente esecutivo del PSD rimase vacante fino a dicembre, quando fu colmata dal senatore Niculae Bădălău. A livello delle altre strutture dirigenziali, nel febbraio 2016 Mihai Fifor fu indicato come nuovo presidente del consiglio nazionale del PSD. La condanna a Dragnea, inoltre, interdiceva di fatto la sua potenziale candidatura a primo ministro in vista delle elezioni parlamentari in Romania del 2016 previste per dicembre, in quanto l'art.2 della legge 90/2001 vietava ai condannati in via definitiva per reati penali di far parte di un governo. Dragnea dichiarò che si trattava di una condanna profondamente ingiusta e che sarebbe rimasto alla guida del partito per non creare destabilizzazioni in vista delle elezioni.
In marzo il PSD annunciò le candidature per le elezioni amministrative per la guida di Bucarest, dove avrebbe concorso in alleanza con l'UNPR, ma non con l'Alleanza dei Liberali e dei Democratici (ALDE), partito di Călin Popescu Tăriceanu che rappresentava il continuatore del PC, mentre in altre località costruì alleanze intorno ai tre partiti. Il voto estivo fu un successo per il PSD che, malgrado gli scandali giudiziari, riuscì ad imporsi come primo partito, conquistando 1.677 poltrone di sindaco (35%) contro le 1.081 del PNL (31,5%), 16.648 mandati di consigliere locale contro i 13.193 del PNL e 579 di consigliere distrettuale contro i 496 del PNL. Nella capitale le elezioni furono un trionfo, con il PSD che riuscì a conquistare la guida di tutti e sei i settori più il titolo di sindaco generale, che andò a Gabriela Firea (che vinse con il 43%). A Iași il nuovo sindaco del partito fu Mihai Chirica, a Costanza Decebal Făgădău, mentre a Craiova Lia Olguța Vasilescu ottenne la riconferma.
Sicuro della propria forza organizzativa, perciò, il PSD si presentò alle elezioni parlamentari dell'11 dicembre 2016 con lo slogan «Osa credere nella Romania» (Îndrăznește să crezi în România!) e con un programma che prevedeva una forte espansione della spesa pubblica a favore del taglio delle tasse, dell'incremento dei salari e delle pensioni, nonostante le perplessità di Fondo monetario internazionale e commissione europea. L'11 dicembre 2016 più del 45% della popolazione si espresse a favore del PSD (il PNL non andò oltre il 20%), che strinse un patto di governo con l'ALDE di Tăriceanu che garantì alla coalizione il controllo della maggioranza assoluta del parlamento. Il 21 dicembre un ulteriore protocollo di collaborazione con l'UDMR rafforzò maggiormente la stabilità dell'alleanza.

### Politiche dei governi PSD 2017-2019
Nel corso dei quasi tre anni al potere tra le più evidenti misure dei governi PSD vi furono quelle riguardanti giustizia, che prevedevano numerose revisioni del codice penale, dell'organizzazione delle procure e del consiglio superiore della magistratura, nonché dello statuto dei giudici. Tra le manovre più criticate vi furono l'ordinanza per la depenalizzazione dei reati di corruzione (OUG 13/2017) e l'istituzione di uno speciale tribunale per le indagini contro i magistrati. Aldilà delle proteste di piazza organizzate dall'opposizione, in tale periodo la Romania fu costantemente richiamata dalle istituzioni europee a causa dell'inadempimento delle proprie indicazioni. Nell'ottobre 2019 il paese fu punito con il mantenimento del sistema di monitoraggio del meccanismo di cooperazione e verifica mentre, invece, in Bulgaria furono avviati i discorsi per la sua rimozione.
A livello economico il paese confermò la crescita del PIL, ma fece i conti con un maggior indebitamento pubblico, che seguì una politica di forte espansione della spesa, volto a favorire l'innalzamento dei salari per i dipendenti statali, specialmente dei medici. Ai pensionati fu garantita una crescita progressiva dei punti base per il calcolo delle rendite, che sarebbe arrivata al 40% a partire dal settembre 2020. Un'ulteriore misura oggetto di critiche dell'opposizione e della commissione europea fu l'emanazione di un'ordinanza (OUG 114/2018) che riguardava la tassazione dei profitti del ramo bancario e regolamentava numerosi aspetti dei comparti energetico e delle telecomunicazioni che, secondo diversi analisti, avrebbe messo a rischio la competitività di tali settori.
Il governo non riuscì a compiere le promesse riguardanti la creazione di 8 poli ospedalieri regionali, mentre vi fu una stagnazione negli investimenti e nella promozione delle infrastrutture.

### Proteste del 2017 e breve vita del governo Grindeanu

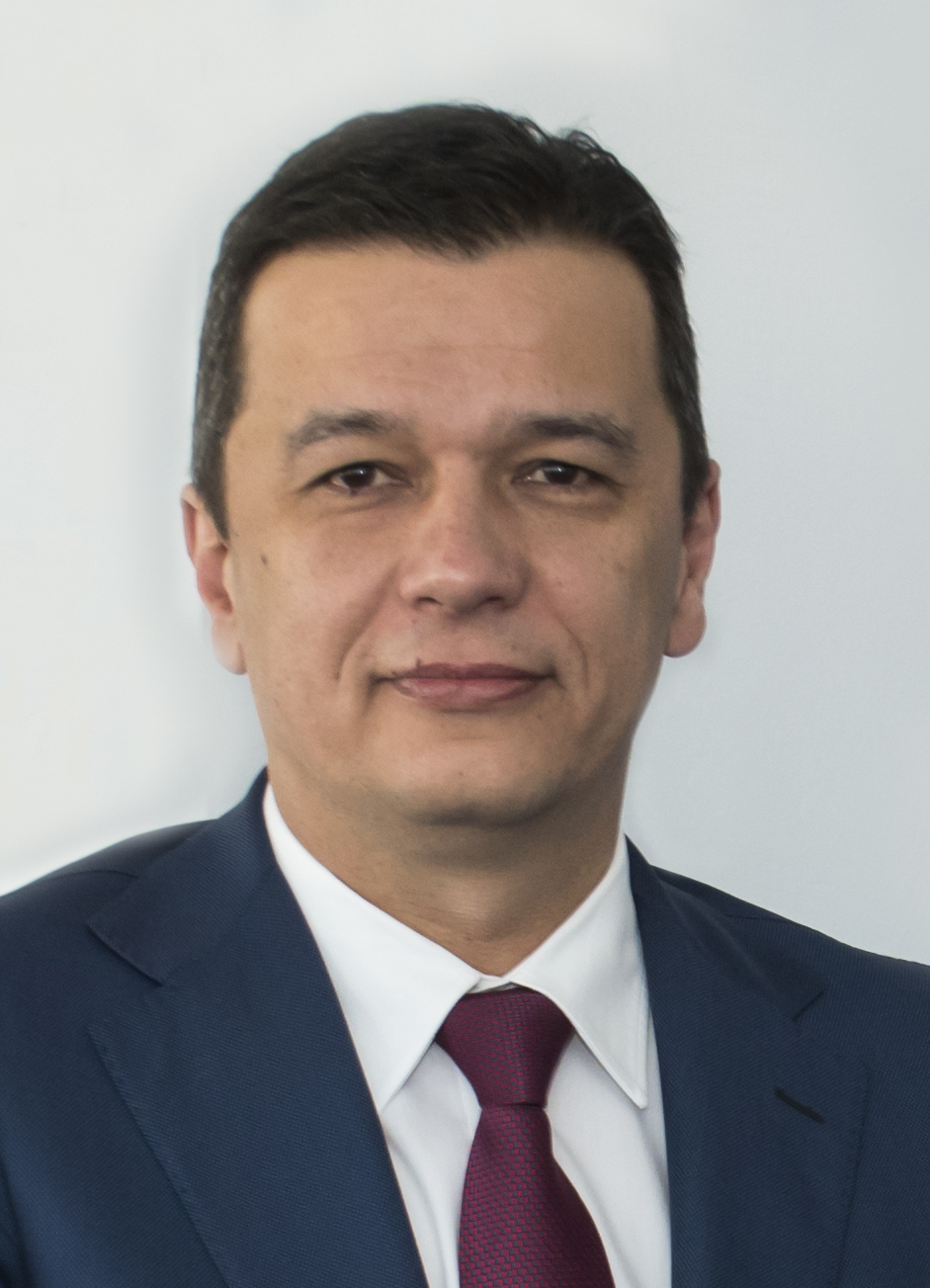
Sorin Grindeanu

Poiché a causa della condanna per frode elettorale il partito non poté proporre la nomina a premier per Liviu Dragnea, eletto comunque presidente della camera dei deputati, il PSD presentò quella dell'ex ministro delle comunicazioni del governo Ponta IV, già presidente del consiglio del distretto di Timiș, Sorin Grindeanu. La scelta dei ministri, tuttavia, fu aspramente criticata dall'opposizione, che rimproverava il partito di maggioranza di aver tenuto conto della fedeltà al presidente del PSD come unico criterio per la loro selezione. Tra i nuovi membri del governo Grindeanu, infatti, figuravano personalità legate direttamente a Dragnea da lunghi rapporti professionali o personali (come il ministro dell'interno Carmen Dan o quello della pubblica amministrazione Sevil Shhaideh).
Nel gennaio 2017 il governo elaborò un'ordinanza in tema di giustizia che scatenò le dure reazioni dell'opposizione e dell'opinione pubblica, con manifestazioni spontanee di protesta che si verificarono in tutto il paese e cui prese parte lo stesso Iohannis. Dubbi sul progetto furono ufficialmente espressi anche dalla commissione europea, dal Consiglio Superiore della Magistratura, dall'Alta corte di cassazione e giustizia e dalla Direzione Nazionale Anticorruzione. Il 31 gennaio il governo, per voce del ministro della giustizia Florin Iordache, fece sapere di aver pubblicato in seduta serale l'ordinanza d'urgenza relativa alla modifica del codice penale che poneva a 200.000 lei la soglia economica oltre la quale era possibile procedere penalmente contro un indagato. L'adozione della misura fece crescere l'intensità delle proteste contro il governo, con centinaia di migliaia di manifestanti in tutto il paese che chiedevano il ritiro dell'ordinanza, in quanto questa avrebbe favorito la corruzione e aiutato il presidente del PSD Liviu Dragnea ad evitare l'incriminazione in ulteriori inchieste in cui figurava come indagato. Si trattò per numero di partecipanti della più grande manifestazione della Romania contemporanea dai tempi della rivoluzione del 1989. Pressato dalle proteste di piazza, dalle critiche della presidenza della repubblica e dell'opinione pubblica internazionale, il 4 febbraio Grindeanu comunicò il ritiro dell'ordinanza, mentre il 9 febbraio il ministro della giustizia Florin Iordache prese la decisione di rassegnare le proprie dimissioni.

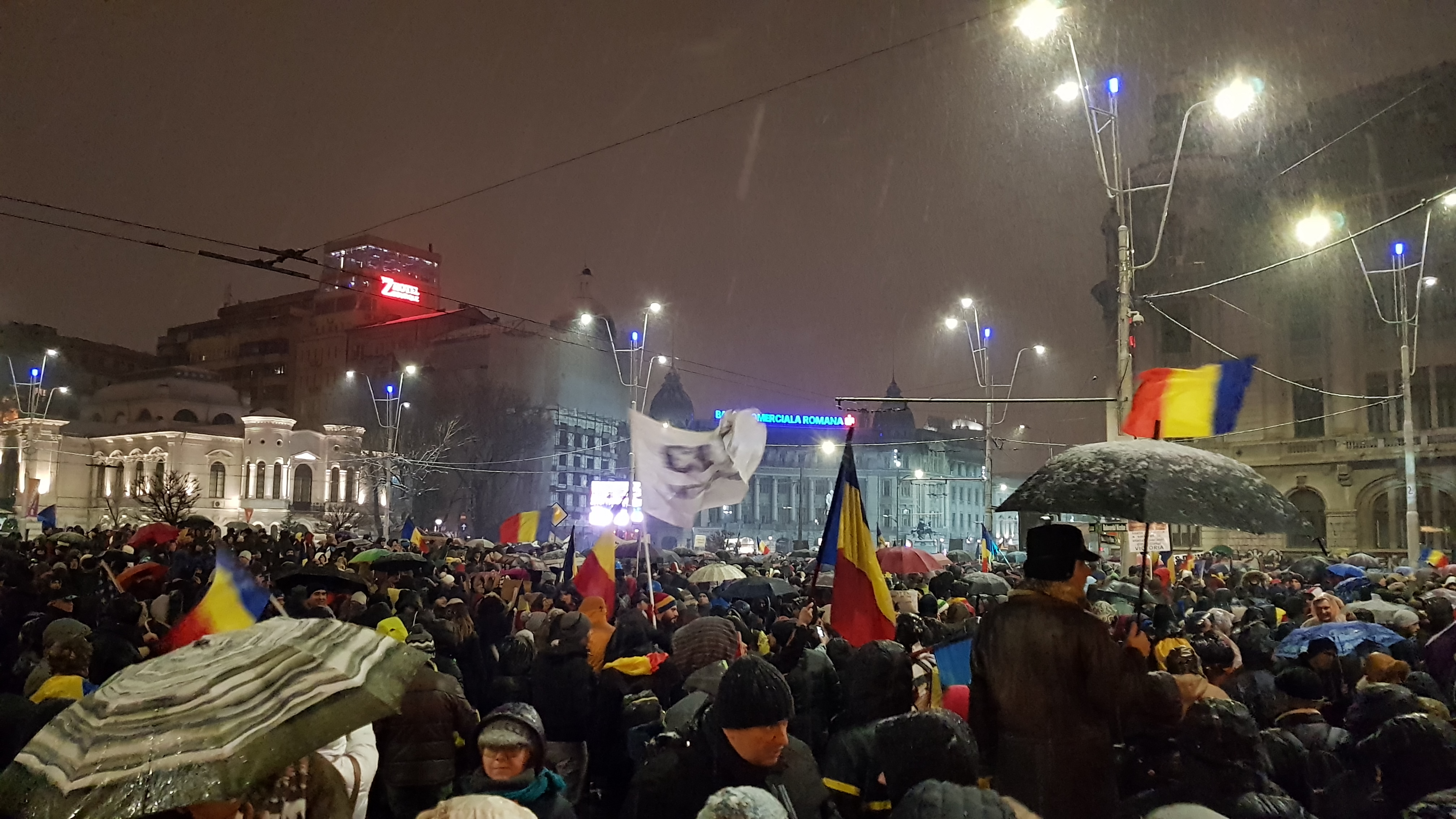
Proteste contro il governo Grindeanu per il ritiro dell'ordinanza d'urgenza in tema di giustizia nella sera del 20 gennaio 2017.

Con il passare dei mesi, nonostante le smentite da parte dei diretti interessati, molti osservatori rilevarono la comparsa di una reciproca diffidenza tra il premier Grindeanu e il presidente Dragnea. La giustificazione di tale tensioni fu in parte attribuita alla decisione di Grindeanu di ritirare l'ordinanza sulla corruzione, ignorando la volontà di Dragnea. Ad alimentare i contrasti, il 4 giugno il sindaco di Bucarest Gabriela Firea rimproverò il premier di non consultarsi adeguatamente con Dragnea per quanto riguardava le questioni di governo. Il 13 giugno il PSD presentò un rapporto sulla valutazione dei ministri sui primi sei mesi di attività, rilevando significativi ritardi sull'attuazione del programma di governo. Dragnea, ritenendo insufficienti i progressi dell'esecutivo (in base a sue dichiarazioni il 60% degli obiettivi non era stato compiuto), chiese a Grindeanu di rassegnare le proprie dimissioni. Il primo ministro rifiutò l'invito, accusando parte del PSD di condurre una campagna contro la sua persona. Il 14 giugno, per reazione, il PSD comunicò il ritiro dell'appoggio politico al primo ministro e tutti i ministri presentarono le proprie dimissioni, in linea con le indicazioni del partito. Grindeanu, tuttavia, rispose che non avrebbe lasciato la posizione e attaccò pesantemente Dragnea, invitandolo a rinunciare al suo ruolo. Contestualmente il premier, in cerca di alleati, si avvicinò all'ex primo ministro Victor Ponta, che aveva lasciato il PSD in marzo per via di seri contrasti con Dragnea. Il 16 giugno Ponta fu nominato da Grindeanu nuovo segretario di stato. Per superare l'impasse il PSD decise di ricorrere alle procedure parlamentari e preparò una mozione di sfiducia contro il premier. Il 21 giugno 2017, quindi, il parlamento si espresse a favore della sfiducia con 241 voti pro e 10 voti contro, mettendo fine al governo Grindeanu.

### Dal governo Tudose al congresso del 2018

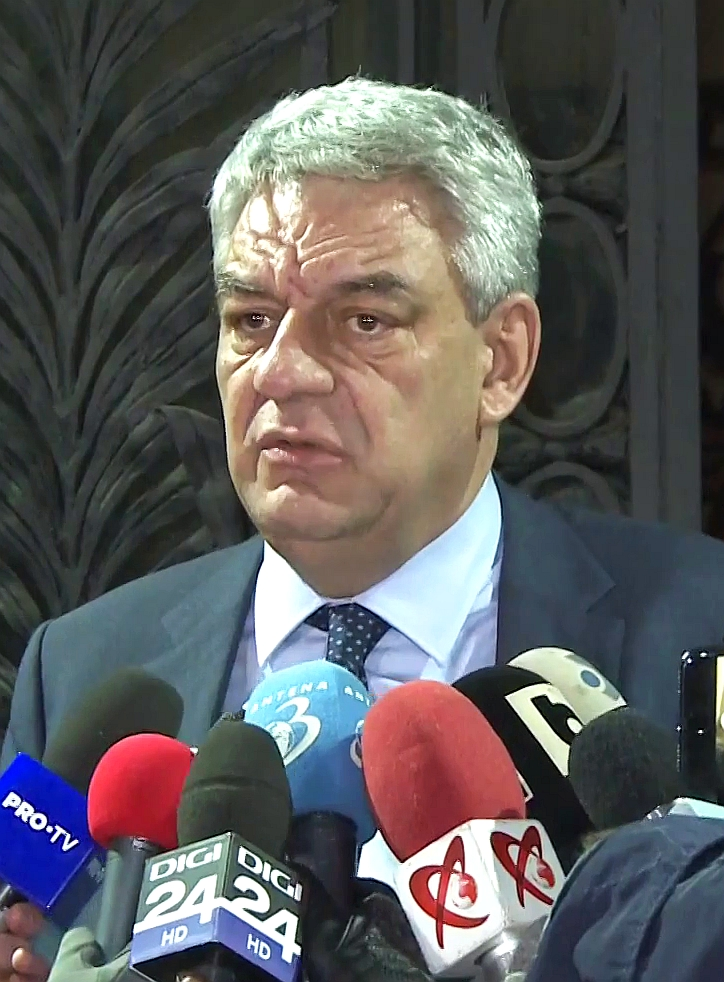
Mihai Tudose

Il 29 giugno 2017 prestò giuramento il nuovo governo sostenuto direttamente da PSD e ALDE (con l'appoggio esterno dell'UDMR) presieduto dall'ex ministro dell'economia Mihai Tudose, in cui furono confermati 16 di 26 ministri che avevano fatto parte del governo Grindeanu. Malgrado il cambio al vertice dell'esecutivo, i toni e il desiderio di indipendenza politica del primo ministro furono spesso fonte di preoccupazioni da parte dei membri della dirigenza legati al presidente Dragnea. Tudose, infatti, agì spesso in contrasto con le indicazioni di Dragnea e avanzò perplessità sulla credibilità del suo governo in presenza di indagati nel consiglio dei ministri (nel settembre 2017 la DNA aprì un fasciolo d'inchiesta contro Rovana Plumb e Sevil Shhaideh, spinte entrambe alle dimissioni dal primo ministro), abbracciando più volte l'ipotesi di un rimpasto, benché tale possibilità non piacesse al presidente del partito e rischiasse di aprire una crisi di governo.
Dopo mesi di contrapposizioni per la leadership del partito, lotta che portò ad una costante ricollocazione dei membri della dirigenza in supporto alla fazione di Tudose o a quella di Dragnea, nel gennaio 2018 emerse una nuova crisi tra i due, esplosa dopo che Tudose ebbe pubblicamente accusato il ministro Carmen Dan di avergli mentito. Al culmine della disputa, il 15 gennaio il consiglio esecutivo nazionale del PSD annunciò la decisione di ritirare il proprio sostegno al premier, costringendolo alle dimissioni. In sua sostituzione, dopo un breve periodo ad interim di Mihai Fifor, il PSD indicò l'europarlamentare Viorica Dăncilă, vicina a Dragnea, già presidente dell'organizzazione femminile del partito, che assunse l'incarico il 29 gennaio.
Per allontanare lo spettro di ulteriori lotte di potere ed ottenere la conferma del sostegno del partito al fine di spegnere le polemiche interne, nel febbraio 2018 Dragnea annunciò la preparazione di un congresso straordinario per il mese successivo. Il 10 marzo 2018 i delegati del PSD riuniti a Bucarest riconobbero per acclamazione la posizione di presidente di Dragnea ed indicarono i nuovi quadri dirigenziali: il presidente esecutivo, il segretario generale e 16 vicepresidenti (8 uomini e 8 donne). Niculae Bădălău, che in gennaio aveva parteggiato per Tudose e aveva timidamente criticato la leadership di Dragnea con una lettera indirizzata ai vertici del partito, in cui sottolineava che nel PSD non esisteva una democrazia interna, fu sostituito nel ruolo di presidente esecutivo da Viorica Dăncilă, che superò con un ampio scarto i concorrenti Ecaterina Andronescu e Nicolae Bănicioiu. Bădălău, in ogni caso, fu indicato come presidente del consiglio nazionale. Codrin Ștefănescu, segretario generale aggiunto, dopo aver ricevuto l'ammonimento da parte di Dragnea per via di alcune dichiarazioni sul ministero della giustizia considerate fuori luogo, perse la propria funzione dirigenziale, dopo che questa venne cancellata dal regolamento del partito. Ștefănescu, inoltre, fu sconfitto da Marian Neacșu nella corsa per la nomina a segretario generale.
Le politiche attuate dalla dirigenza, tuttavia, furono causa di malumori di una parte minoritaria del PSD, che accusò Dragnea di ridurre la professionalità dei quadri del partito, circondandosi di personalità facenti parte del suo entourage, prediligendo il valore della fedeltà a quello della competenza. In conseguenza di ciò diversi parlamentari lasciarono il partito, come Nicolae Bănicioiu, che in maggio si iscrisse al nuovo partito fondato da Victor Ponta, PRO Romania. In agosto l'ex vicepresidente Ecaterina Andronescu chiese in una lettera aperta le dimissioni di Liviu Dragnea da presidente e di Viorica Dăncilă da primo ministro, ma non ebbe seguito.

### Governo Dăncilă e battaglia con l'opposizione

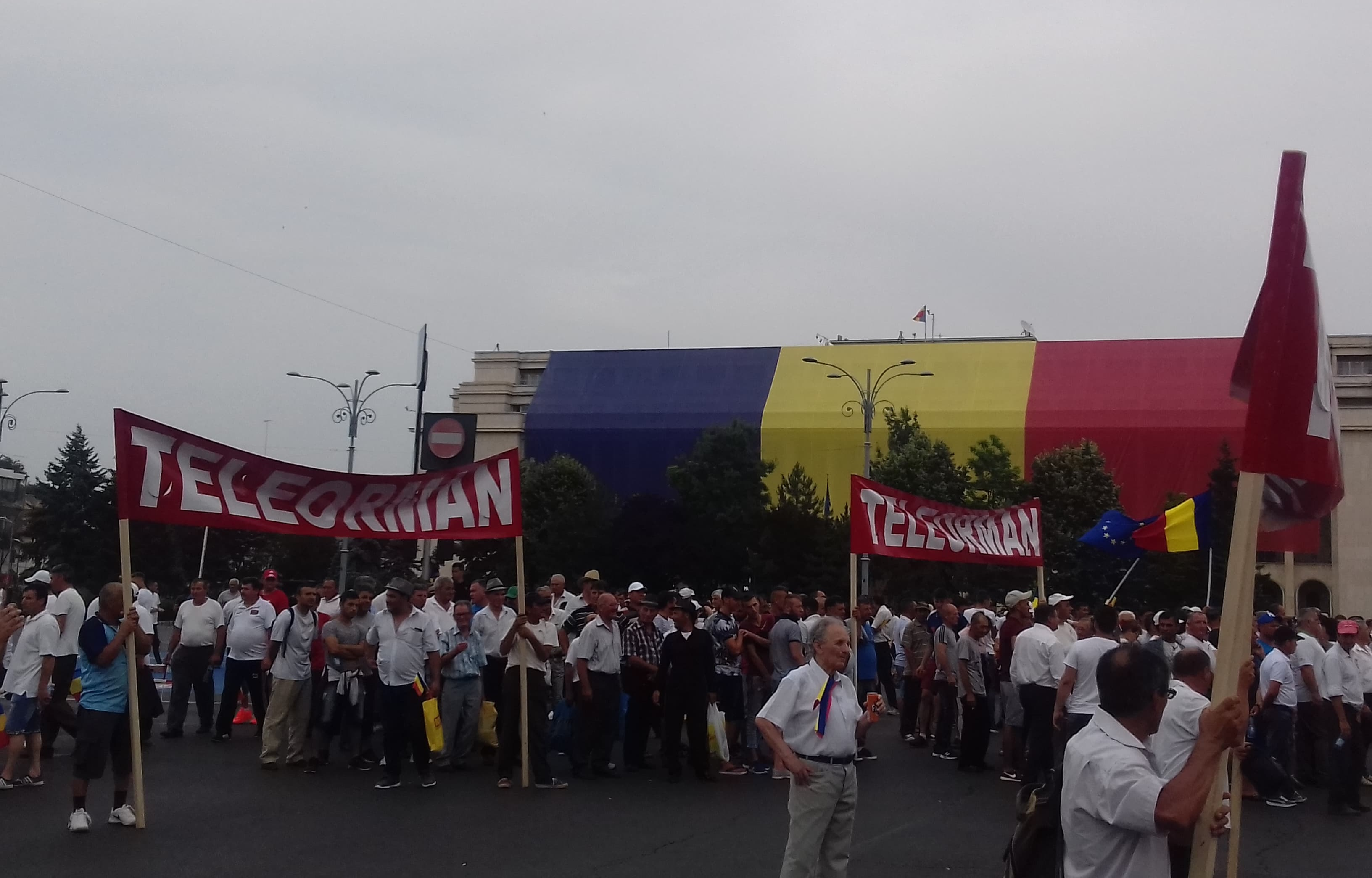
Manifestazione a sostegno del Governo Dăncilă del 9 giugno 2018 in Piața Victoriei a Bucarest.

Nel corso del mandato di primo ministro, apertamente sostenuta da Dragnea, Viorica Dăncilă entrò ripetutamente in contrasto con il presidente della repubblica, mentre i rapporti tra PSD e opposizione furono segnati da una costante tensione. In aprile le alte sfere del PSD rilasciarono delle dichiarazioni riguardanti l'operato della Banca nazionale della Romania, sulle quali Iohannis chiese delle spiegazioni. Più tardi nello stesso mese una visita di stato del premier in Israele e le sue osservazioni a favore dello spostamento dell'ambasciata romena da Tel Aviv a Gerusalemme spinsero il presidente della repubblica a chiederne apertamente le dimissioni, per averne scavalcato le competenze in materia di politica estera.
Il principale piano di aspro confronto fu, però, quello della giustizia. Dopo un turbolento periodo di proteste, in giugno un pacchetto di leggi riguardanti delle modifiche al codice penale, elaborato dalla commissione giustizia presieduta da Florin Iordache, fu approvato in parlamento dalla maggioranza, scatenando le reazioni di PNL e Unione Salva Romania (USR), che ritenevano le misure un attacco al potere giudiziario. In luglio, inoltre, dopo che in febbraio il ministro della giustizia Tudorel Toader ne aveva richiesto la rimozione per presunte reiterate violazioni della costituzione, il PSD ottenne la revoca dell'incarico del procuratore capo della Direzione nazionale anticorruzione Laura Codruța Kövesi, considerata dal partito il simbolo del giustizialismo e della mancanza di garantismo nel paese. L'iniziale rifiuto di Iohannis di procedere alla revoca, tuttavia, fu sovvertito da una sentenza della corte costituzionale che obbligò il capo di Stato alla firma del documento. Le manovre del partito di governo sulla giustizia, ad ogni modo, furono oggetto delle critiche della stampa internazionale, che vedeva in tali mosse un pericolo per la preservazione della democrazia e per l'indipendenza della magistratura nel paese.
In risposta alle voci dell'opposizione, il 9 giugno il partito organizzò una manifestazione nella capitale per esprimere il proprio supporto al governo Dăncilă, cui presero parte migliaia di sostenitori del PSD. Nel corso del suo intervento Dragnea lanciò duri attacchi a Iohannis e a parte della magistratura, accusandoli di essere parte di uno stato parallelo ed occulto interessato ad utilizzare le istituzioni in modo illegittimo con finalità politiche e personalistiche. Il 21 giugno, a contribuire ulteriormente alla tensione politica, Liviu Dragnea subì in primo grado una nuova condanna a tre anni e sei mesi di reclusione per il reato di abuso d'ufficio. Il 10 agosto 2018 una grande manifestazione antigovernativa organizzata in varie città del paese dai romeni residenti all'estero portò in piazza centinaia di migliaia di persone. A Bucarest, tuttavia, le proteste furono represse dall'intervento della gendarmeria romena, che disperse la folla con l'uso di lacrimogeni. Gli scontri con le forze dell'ordine causarono centinaia di feriti e preoccuparono gli osservatori internazionali.

### Referendum del 2018 e nuove espulsioni
Intenzionato a fare presa sull'elettorato tradizionalista in vista dei voti futuri, nell'ottobre 2018 il partito fu promotore di un referendum costituzionale volto ad introdurre nella Carta fondamentale una definizione di famiglia quale nucleo composto da uomo e donna, malgrado i rischi per la comunità LGBT. Nonostante il lampante sostegno della chiesa ortodossa romena alla causa del PSD, tuttavia, la tornata elettorale non raggiunse il quorum e non ebbe effetti.
In conseguenza degli eventi di agosto, in settembre il sindaco di Bucarest Gabriela Firea chiese le dimissioni del ministro degli interni Carmen Dan, membro vicino al presidente del partito, dando il via ad un nuovo scontro interno con Liviu Dragnea. Il 19 settembre, infatti, Firea, l'ex ministro della difesa Adrian Țuțuianu e il vice primo ministro Paul Stănescu divulgarono una lettera indirizzata al comitato esecutivo in cui chiedevano le dimissioni immediate di Dragnea, sostenendo che questi era il responsabile del costante clima di conflitto del PSD con le istituzioni e parte della società civile, che metteva a rischio la credibilità del PSD come partito e della Romania come attore dello scenario internazionale. Tra gli altri esponenti del partito che si associarono pubblicamente ai colleghi vi furono Marian Neacșu e Ion Mocioalcă. Tali argomenti furono oggetto di discussione della seduta del comitato esecutivo del 21 settembre che, malgrado i crescenti malumori e il tentativo dell'opposizione interna di operare un cambio al vertice, non convinsero Dragnea a presentare le proprie dimissioni. Il presidente del PSD, di contro, ricevette la conferma del sostegno della maggior parte di membri della direzione, mentre il 5 novembre ottenne dal comitato esecutivo l'espulsione dei dissidenti Țuțuianu e Neacșu (53 voti contro 9). In segno di protesta Gabriela Firea diede le proprie dimissioni da presidente della sezione di Bucarest, mentre nel corso dei giorni successivi numerosi parlamentari passarono al gruppo PRO Romania di Victor Ponta.
Con l'obiettivo di rafforzare la coesione del partito, nel corso della seduta del comitato esecutivo del 19 novembre 2018 furono stabilite le nuove nomine della dirigenza (Codrin Ștefănescu sostituì Neacșu alla segreteria generale, mentre Fifor assunse nuovamente la guida del consiglio nazionale) e la realizzazione di un ampio rimpasto di governo, fortemente voluto da Dragnea per allontanare i membri dell'opposizione interna, tra i quali Stănescu, che diede le proprie dimissioni il 26 novembre.
L'idea del rimpasto, però, fu ostacolata dal presidente della repubblica Iohannis, che si rifiutò di firmare i decreti di nomina di alcuni ministri, inasprendo ulteriormente i rapporti tra governo e presidenza e aprendo una crisi che si risolse solamente nel febbraio 2019, con la designazione dei nuovi ministri titolari dopo vari ricorsi presentati dal PSD alla corte costituzionale.

### Elezioni europee e referendum sulla giustizia del 2019

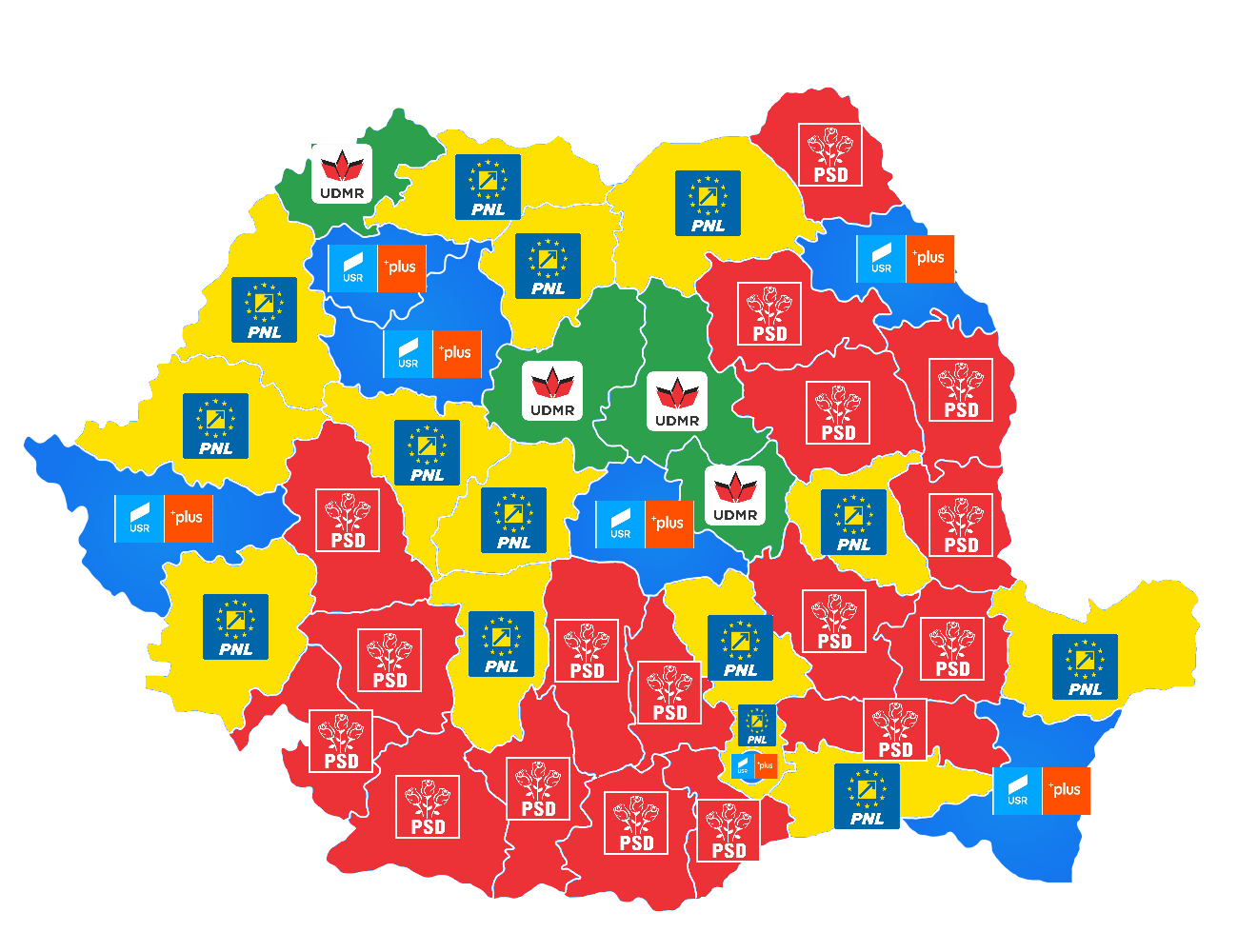
Carta raffigurante il partito più votato in ogni distretto in occasione delle Elezioni europee del 2019.

Sul piano della giustizia, nel novembre 2018 un rapporto della Commissione europea inviò al governo raccomandazioni speciali, accusando il paese di fare passi indietro sul piano della lotta alla corruzione, mentre parte della stampa internazionale iniziò ad accostare le manovre del PSD a quelle dei governi populisti conservatori e antieuropeisti in crescita nell'est Europa (Ungheria e Polonia). A margine dell'inizio del semestre romeno di Presidenza del Consiglio dell'Unione europea (dal 1º gennaio al 30 giugno 2019), infatti, le politiche del governo furono oggetto dei dubbi dell'opinione pubblica. Gli scontri tra Bucarest e le istituzioni europee crebbero fra l'autunno del 2018 e la primavera del 2019, con l'adozione di un linguaggio sempre più duro nei confronti delle strutture sovranazionali, ritenute colpevoli dagli alti esponenti del PSD di interferire in questioni politiche interne. Opponendosi al quadro politico del PSD, Iohannis fu promotore di un referendum in tema di giustizia per impedire al governo di emanare un eventuale decreto di amnistia per fatti di corruzione o realizzare altre ordinanze d'urgenza sull'ordinamento giudiziario. Questo avrebbe avuto luogo il 26 maggio 2019, stesso giorno delle elezioni per il parlamento europeo.
Il 28 marzo il partito siglò un protocollo di alleanza con il Partito Nazionale Contadino Cristiano Democratico (PNȚCD) e il Partito Ecologista Romeno (PER), che si impegnavano a sostenere il PSD. In campagna elettorale, coordinata dal tesoriere Mircea Drăghici, il partito puntò su una retorica dagli accenti nazionalisti ed euroscettici. Nei suoi discorsi Liviu Dragnea lanciò una serie di attacchi all'indirizzo del presidente Iohannis, delle multinazionali straniere presenti nel paese, ritenute colpevoli di sfruttare la Romania, e ai quadri gerarchici dell'Unione europea, considerati poco attenti alla specificità rumena. La sua opinione riguardo ai futuri europarlamentari PSD era che questi avrebbero dovuto proteggere gli interessi nazionali del paese, mentre un ulteriore tema di campagna fu quello dell'ipotesi di introdurre misure protezioniste in favore del consumo di frutta e verdura di origine rumena, considerate di qualità superiore in contrapposizione a quelle di importazione. Tali argomenti, tuttavia, non furono sostenuti dal Partito del Socialismo Europeo, che in aprile decise di congelare temporaneamente i rapporti con il PSD, fino a quando questo non avrebbe chiarito le proprie politiche.
Il voto non premiò la coalizione di governo PSD-ALDE, mentre segnò il netto successo del PNL (27%) e la potente crescita dell'USR, che si confermò su percentuali simili a quelle del PSD (22%). Il referendum sulla giustizia, parimenti, raggiunse il quorum e vinse il "Sì" alle proposte di Iohannis. Dragnea riconobbe la sconfitta, ma dichiarò che il partito non avrebbe lasciato la guida del governo, come richiesto dall'opposizione. All'interno dello stesso PSD, tuttavia, si sollevarono voci di malcontento a causa del risultato negativo. Il vicepresidente Marian Oprișan affermò di aspettarsi l'addio di Dragnea alla presidenza, mentre il sindaco di Bucarest Gabriela Firea sottolineò che il PSD era a rischio di sparizione, come risultato delle sue politiche degli ultimi anni, e aveva bisogno di rilanciarsi per dimostrarsi come forza politica credibile.

## La presidenza Dăncilă

### Fine dell'era Dragnea

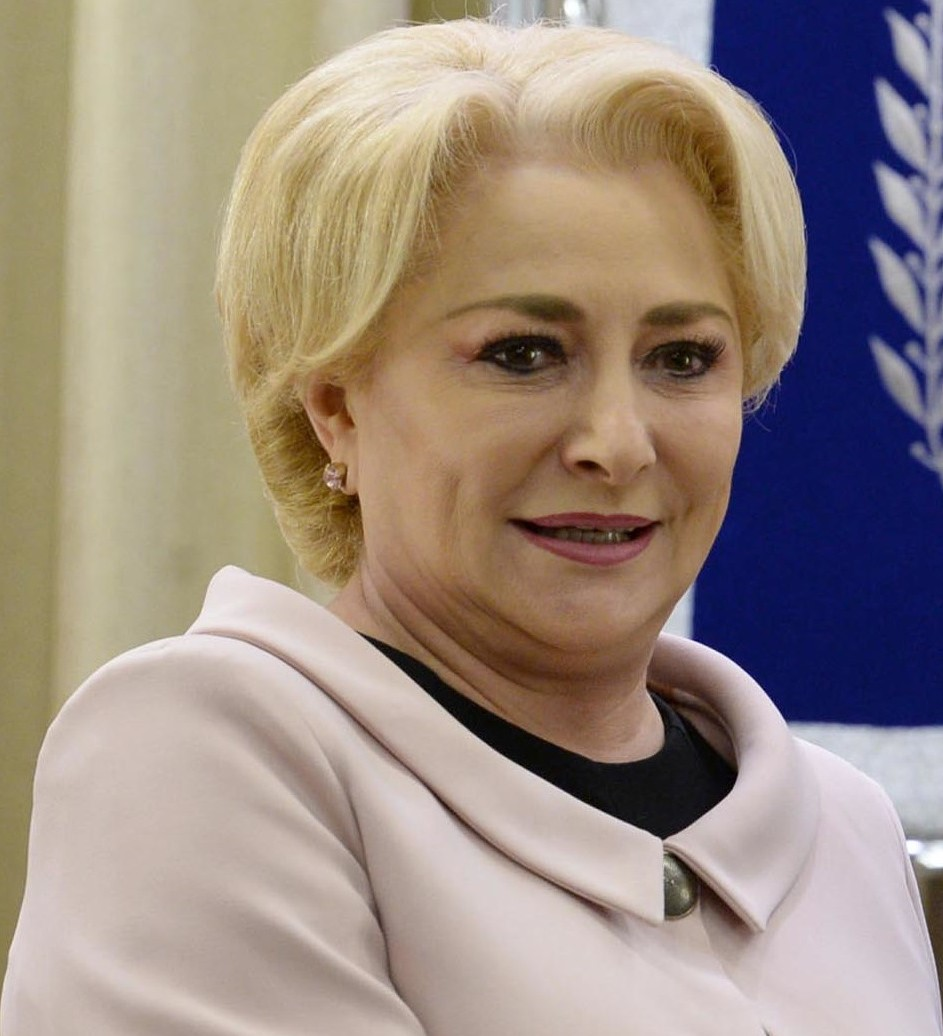
Viorica Dăncilă

Il 27 maggio 2019, quando lo spoglio per le europee non era ancora stato completato, l'Alta corte di cassazione e giustizia si pronunciò in via definitiva sull'inchiesta nella quale Dragnea figurava come imputato per abuso d'ufficio. Dopo numerosi rinvii, il tribunale condannò il leader del PSD a tre anni e sei mesi di detenzione, aprendo un'ulteriore breccia nel partito. Il primo ministro Viorica Dăncilă, quindi, in qualità di presidente esecutivo del PSD assunse ad interim la funzione di presidente del partito e annunciò che, malgrado la gravità della situazione, non avrebbe rassegnato le proprie dimissioni.
Il 28 maggio il comitato esecutivo nazionale, convocato d'urgenza dal premier, stabilì le nuove nomine per la dirigenza, con l'allontanamento di alcune figure vicine a Liviu Dragnea (come Anca Alexandrescu, Darius Vâlcov e Codrin Ștefănescu), e pianificò la strategia per i mesi successivi. Dăncilă indicò che avrebbe riallacciato i rapporti con i partner europei e fece un appello all'unità del PSD, richiamando nel partito figure che in passato lo avevano lasciato, come l'ex presidente Mircea Geoană e il sindaco di Iași Mihai Chirica che, però, rifiutarono l'invito. Nello stesso momento altri elementi della vecchia guardia, Adrian Năstase e Octav Cozmânca, annunciarono la creazione di un gruppo di supporto per il PSD, per aiutarlo ad uscire dalla difficile situazione.
Il comitato esecutivo nazionale del 28 maggio elesse ad interim l'intero gruppo dirigente in attesa di un nuovo congresso. Viorica Dăncilă fu confermata presidente, Gabriela Firea tornò alla guida della sezione del PSD di Bucarest e riprese il ruolo di vicepresidente, Paul Stănescu sostituì la Dăncilă nella funzione di presidente esecutivo, Rodica Nassar assunse l'incarico di segretario generale al posto di Codrin Ștefănescu. La posizione vacante di presidente della camera dei deputati, lasciata libera da Dragnea, il 29 maggio fu colmata da Marcel Ciolacu, eletto con i voti di PSD, ALDE e PRO Romania, che sconfisse il candidato dell'opposizione Raluca Turcan. Il 5 giugno Mihai Fifor fu nominato nuovo portavoce del partito al posto di Lia Olguța Vasilescu, mentre Mircea Drăghici rinunciò al ruolo di tesoriere. Nel mese di settembre l'incarico di portavoce fu poi assegnato a Valeriu Steriu.
Il 7 giugno il comitato esecutivo approvò a maggioranza la celebrazione immediata di un congresso, il 29 giugno, per la scelta del nuovo presidente. Alla mozione si opposero Gabriela Firea, Marcel Ciolacu e Paul Stănescu, che ritenevano prioritaria una più approfondita analisi della sconfitta prima di procedere alle nomine della dirigenza e proponevano di posticipare il congresso in autunno. Dopo poco più di una settimana dall'assunzione dell'incarico, quindi, Stănescu si dimise da presidente esecutivo. Il 10 giugno Viorica Dăncilă annunciò la propria candidatura alla presidenza del partito, mentre il voto del congresso del 29 giugno la convalidò come presidente titolare, superando ampiamente i concorrenti alla funzione Liviu Pleșoianu, Șerban Nicolae ed Ecaterina Andronescu. Al suo fianco vennero eletti Eugen Teodorovici (presidente esecutivo) e Mihai Fifor (segretario generale). Nel suo discorso davanti alla platea Dăncilă dichiarò che sotto la sua guida il governo non avrebbe più emanato alcun'ordinanza d'urgenza in tema di giustizia e che il partito avrebbe appoggiato apertamente i valori europei e di sinistra. Il 24 agosto il congresso del PSD, alla presenza del presidente del Partito Socialista Europeo, Sergej Stanišev, la indicò come proprio candidato alla presidenza della repubblica.

### Caduta del governo Dăncilă
Mentre a ridosso delle elezioni europee l'UDMR stracciò il protocollo di collaborazione stretto con il PSD, nell'estate del 2019 anche la coalizione di governo iniziò a mostrare segni di cedimento. Nell'ALDE emersero dei malumori riguardanti la continuazione della partecipazione al gabinetto Dăncilă, mentre il partito avviò le trattative per un'alleanza con PRO Romania di Victor Ponta. Tăriceanu non negò l'esistenza di dubbi sul sostegno alla legge di revisione di bilancio proposta dal PSD, ritenuta non realistica, nonché sulla necessità dell'alleanza con i socialdemocratici, nel contesto in cui i due partiti avrebbero presentato candidati separati alle elezioni presidenziali. Il 12 agosto Tăriceanu chiese al primo ministro di procedere urgentemente alla redazione di un nuovo programma di governo e di realizzare una ristrutturazione completa dei ministeri facenti capo all'esecutivo, che avrebbe dovuto ottenere un nuovo voto d'investitura da parte del parlamento. Mentre Dăncilă propose un semplice rimpasto, Tăriceanu rigettò l'offerta. Ritenendo le fratture insanabili, il 26 agosto la delegazione permanente dell'ALDE votò a favore dell'uscita del partito della maggioranza.
Viorica Dăncilă confermò che il governo avrebbe continuato sulla propria strada, malgrado una sottilissima maggioranza. Per rafforzare il proprio peso parlamentare il premier provò a convincere diversi membri dell'ALDE delusi dalla scelta di Tăriceanu ad unirsi al PSD, offrendo loro degli incarichi ministeriali. Nel quadro di tale strategia il partito fornì il proprio sostegno per l'elezione alla presidenza del senato al membro ALDE Teodor Meleșcanu, riuscendo a farlo eleggere. La nomina dei nuovi ministri, tuttavia, fu rifiutata dalla presidenza della repubblica, che pretendeva che il governo si presentasse in parlamento per ottenere un nuovo voto di fiducia dopo l'uscita dell'ALDE. Nel pieno di un ampio conflitto istituzionale tra Iohannis e Dăncilă, il 10 ottobre 2019 l'opposizione riuscì a battere il governo su una mozione di sfiducia, obbligandolo alle dimissioni. A favore della sfiducia votarono persino alcuni membri del PSD, tra i quali il leader dell'organizzazione giovanile Gabriel Petrea, successivamente espulso dal partito e sostituito ad interim da Alfred Simonis a capo dei giovani socialdemocratici. Il 4 novembre 2019 il parlamento investì quale nuovo primo ministro Ludovic Orban (PNL), mentre il PSD passò all'opposizione.

### Elezioni presidenziali del 2019
Klaus Iohannis
     Viorica Dăncilă

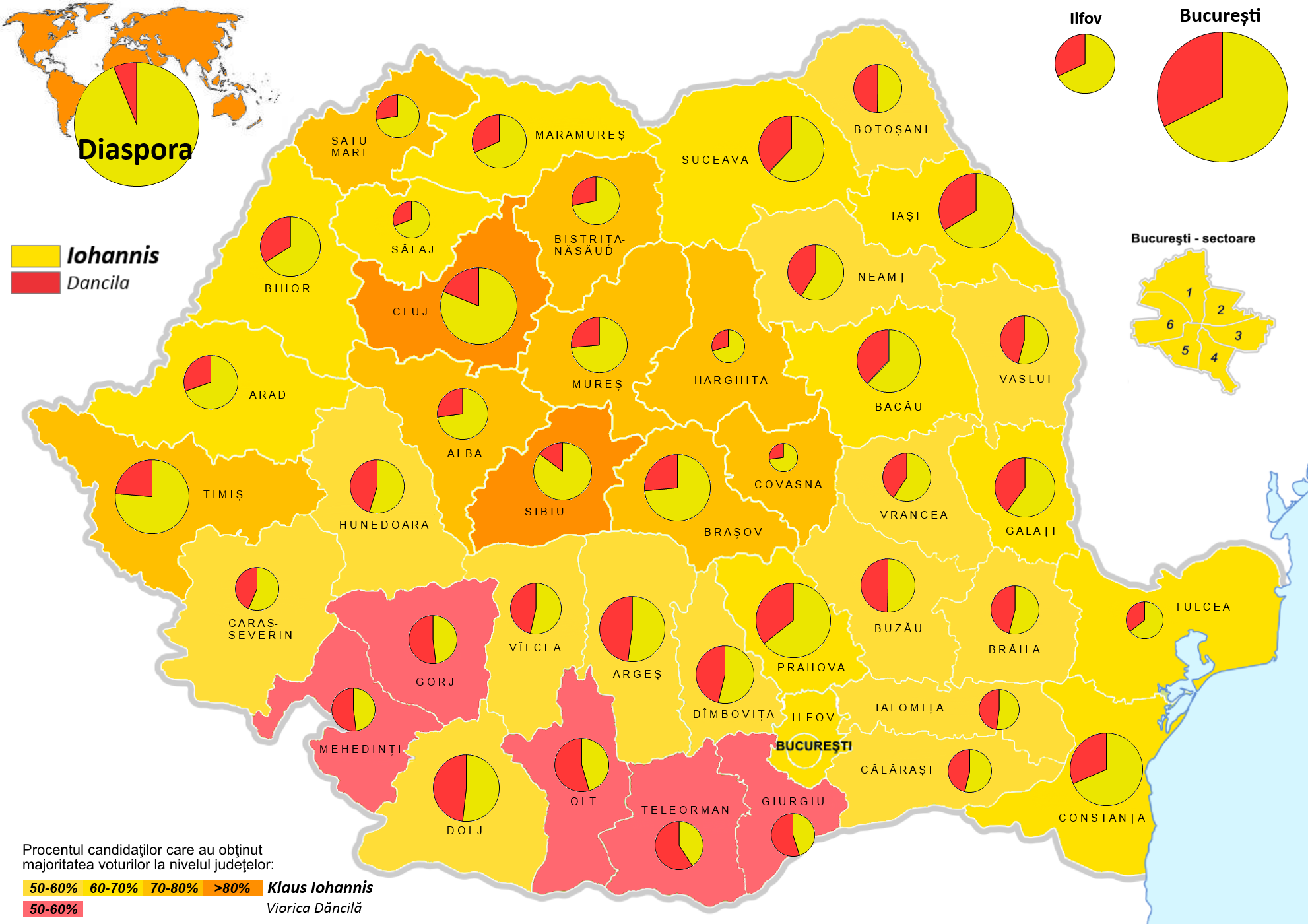
Percentuali di voto divise per distretto in occasione del ballottaggio delle Elezioni presidenziali in Romania del 2019.
Klaus Iohannis
Viorica Dăncilă

Nel corso del 2019 il partito continuò a perdere sostegno politico sull'onda delle proteste anticorruzione, appoggiate anche dal presidente della repubblica, arrivando fortemente indebolito alle elezioni presidenziali, con il rischio di non accedere al ballottaggio. Viorica Dăncilă presentò il proprio programma due giorni dopo il voto di sfiducia al suo governo, il 12 ottobre. Nel corso della campagna elettorale, curata da Lia Olguța Vasilescu, si concentrò sui successi del proprio governo e sugli attacchi all'avversario Klaus Iohannis, ritenuto colpevole del blocco istituzionale dei mesi precedenti. Al primo turno il candidato del PSD riuscì ad ottenere il 22%, qualificandosi al ballottaggio contro quello del PNL, che aveva conquistato il 38%. L'esito del secondo turno fu impietoso per il PSD, che non riuscì a ribaltare le previsioni dei sondaggi, conseguendo il peggior risultato mai ottenuto dal PSD e dal centro-sinistra romeno ad un ballottaggio presidenziale, circa 12 punti sotto il precedente record negativo di Victor Ponta, che nel 2014 aveva ottenuto il 45%. Iohannis vinse facilmente con il 65%, elemento che innescò una dura crisi nei ranghi del Partito Social Democratico.
Il comitato esecutivo del partito convocato il 27 novembre, infatti, stabilì l'azzeramento dei propri quadri dirigenziali, con la creazione di un organo dirigente collettivo e il contemporaneo scioglimento dell'ufficio permanente nazionale, fino ad un nuovo congresso da celebrarsi nel febbraio 2020. Marcel Ciolacu assunse la presidenza ad interim, il ruolo di presidente esecutivo fu eliminato e quello di segretario generale ad interim fu dato a Paul Stănescu. Al loro fianco avrebbero agito altri 15 colleghi, in qualità di membri della dirigenza collettiva. Viorica Dăncilă sarebbe tornata alla guida dell'organizzazione femminile, condotta ad interim da Rovana Plumb dal marzo 2018.

## La presidenza Ciolacu

### Opposizione al governo Orban
Pur passato all'opposizione alla fine del 2019, il PSD godeva di un cospicuo numero di parlamentari che mettevano in discussione la solidità della maggioranza del governo PNL. Grazie a tale superiorità nel febbraio 2020 il partito riuscì a costringere il primo ministro alle dimissioni tramite una mozione di sfiducia, presentata dopo che l'esecutivo aveva provato ad introdurre una legge che modificava i regolamenti per le elezioni locali. Nonostante ciò, il presidente della repubblica Iohannis conferì nuovamente l'incarico di premier a Ludovic Orban che, per via dell'esplosione dell'epidemia di coronavirus in Romania e vista la necessità di un governo titolare per fronteggiare l'emergenza sanitaria, riuscì a costituire una nuova maggioranza. In tale occasione per senso di responsabilità persino il PSD diede il proprio voto favorevole per l'investitura del governo PNL.

### Conferma della leadership di Marcel Ciolacu

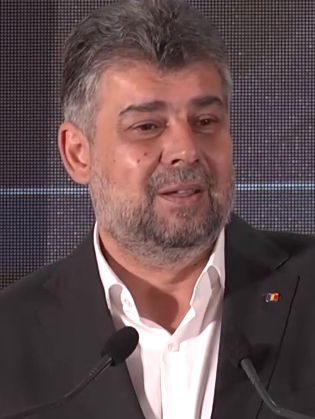
Marcel Ciolacu

Mentre il congresso straordinario per la scelta dei quadri dirigenti titolari fu inizialmente annunciato per febbraio, questo ebbe luogo online il 22 agosto 2020, a causa dei ritardi imposti dalle misure per fronteggiare la pandemia di COVID-19. Presentarono la propria candidatura alla presidenza Marcel Ciolacu, con il documento programmatico «La ricostruzione del PSD - Una visione politica di sinistra per un partito europeo» («Reconstrucția PSD - O viziune politică de stânga pentru un partid european»), ed Eugen Teodorovici, che accusava il presidente ad interim di non possedere le qualità necessarie per condurre il partito e di aver violato le norme dello statuto. Teodorovici si appellò persino alla giustizia contro l'avversario, chiedendo al tribunale di Bucarest di rinviare il congresso, reclamando di essere l'unico rappresentante legittimo del PSD eletto nel corso del precedente congresso del giugno 2019 e aggiungendo che la revoca del suo ruolo di presidente esecutivo era stata realizzata al di fuori delle previsioni dello statuto e, quindi, illegittima. Teodorovici ribadì che il progetto di Ciolacu, che al congresso prevedeva di far adottare una modifica che permetteva al presidente di proporre i nomi che avrebbero costituito l'intera dirigenza, rappresentava un'ulteriore trasgressione normativa. Ciolacu, infatti, si candidava per la funzione di presidente insieme ad una squadra da lui scelta. Teodorovici si presentava solamente come presidente.
Nonostante le polemiche, l'opposizione di Teodorovici rappresentava una posizione minoritaria all'interno del partito. Ciolacu fu riconfermato presidente titolare con 1.310 voti su 1.450 (i voti per Teodorovici furono 91 e le schede nulle 49). Il programma di Ciolacu prevedeva esplicitamente un forte distaccamento dalle politiche del PSD degli ultimi anni, promettendo di escludere nuove diatribe con la giustizia e tentativi di influenzare la magistratura, nonché di battersi contro il nepotismo, introducendo una regola che vietava la nomina in funzioni pubbliche dei parenti dei direttori delle rispettive strutture. Da programma il nuovo PSD si prefiggeva di rappresentare anche la classe media. In fase congressuale Ciolacu affermò che sotto la sua presidenza il partito non sarebbe più stato guidato da un "padrone", ma da una squadra composta da professionisti. Tra le più rilevanti modifiche allo statuto vi fu anche la ridenominazione del Comitato esecutivo nazionale in Comitato nazionale politico (Comitetul Național Politic).
Al suo fianco, Ciolacu indicò Gabriela Firea e Sorin Grindeanu (rientrato nel PSD) come primi vicepresidenti, Paul Stănescu come segretario generale e Vasile Dîncu come presidente del consiglio nazionale. Dîncu, tornato a far parte del partito dopo diversi anni, era già presidente ad interim del consiglio nazionale dal 30 luglio.

### Elezioni del 2020

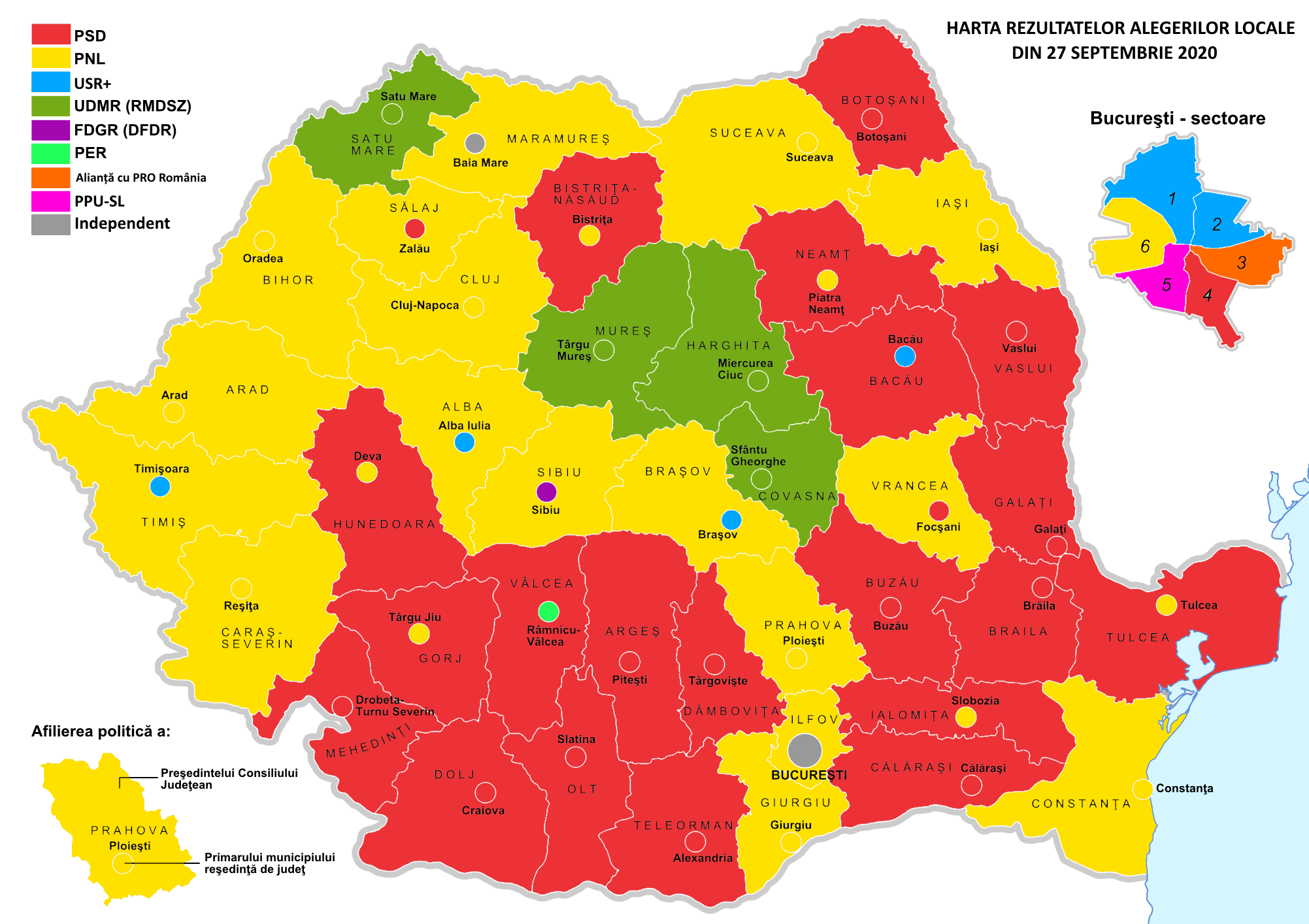
Carta raffigurante l'appartenenza politica dei presidenti dei consigli di distretto e dei sindaci eletti in occasione delle elezioni locali del 2020.

Alle elezioni amministrative del settembre 2020 la dirigenza lasciò libera ogni sezione locale di costituire alleanze con altri partiti, mentre a livello nazionale il 19 settembre Ciolacu annunciò di aver trovato un accordo con PRO Romania per la formazione di maggioranze nei consigli distrettuali e locali. Il risultato del voto del 27 settembre, tuttavia, premiò il PNL, mentre i socialdemocratici risultarono il secondo partito per numero di voti. Tra le città principali il PSD vinse solamente a Craiova, dove presentò nuovamente Lia Olguța Vasilescu, mentre il numero di presidenti dei consigli distrettuali scese dai ventotto del 2016 a venti. A Bucarest il sindaco uscente Gabriela Firea fu battuto dal candidato comune di PNL e USR PLUS, Nicușor Dan. A livello di seggi, in ogni caso, il PSD ottenne la maggioranza delle posizioni di presidente di consiglio distrettuale e di sindaco.
In seguito all'analisi della sconfitta, il 5 ottobre la dirigenza annunciò di aver sollevato dai propri incarichi Marian Oprișan (sconfitto per la prima volta in venti anni nella corsa alla presidenza del consiglio del distretto di Vrancea), Viorica Dăncilă (sostituita alla guida dell'organizzazione femminile da Doina Federovici) e Niculae Bădălău (rimpiazzato da Marian Mina al vertice della filiale del PSD del distretto di Giurgiu).
Tenendo fede al proprio progetto di rilancio, il presidente del consiglio nazionale del PSD Vasile Dîncu affermò che sarebbero state introdotte importanti modifiche nella selezione dei candidati alle elezioni parlamentari, in nome di un alto livello di integrità. A conferma dei propositi di rinnovamento e di apertura al professionalismo Ciolacu presentò al pubblico le candidature nelle liste del PSD di numerosi esperti. Tra questi il presidente della Società romena di microbiologia Alexandru Rafila e il direttore dell'istituto nazionale di malattie infettive Matei Balș Adrian Streniu Cercel. Tra gli argomenti utilizzati in campagna elettorale il PSD fece leva sull'adozione di importanti misure sul piano della sanità, dell'economia e dell'istruzione, in contrapposizione alle iniziative intraprese dal PNL in questi campi nel periodo di emergenza sanitaria. Il programma di governo prevedeva numerosi aiuti per le fasce deboli e profondi investimenti per stimolare il settore privato.
Pur partendo da una posizione di svantaggio rispetto al PNL, i risultati del voto del 6 dicembre ribaltarono i sondaggi, con il PSD primo partito con il 29% e il PNL secondo con il 25%. Per tale motivo Ciolacu si presentò alle consultazioni con il presidente della repubblica proponendo il nome di Alexandru Rafila come primo ministro. Iohannis, ad ogni modo, rifiutò categoricamente di incaricare il PSD di formare un governo. Il PNL, al contrario, riuscì a costituire un governo di coalizione di centro-destra insieme a USR PLUS e UDMR con a capo Florin Cîțu, che godeva del pieno appoggio del capo di Stato. Il PSD, quindi, andò all'opposizione.

### La Coalizione nazionale per la Romania
Il 5 ottobre 2021 il governo Cîțu fu battuto da una mozione di sfiducia presentata dal PSD e votata anche da USR PLUS (uscito dal governo il 7 settembre 2021) e AUR. La crisi politica per la definizione di una nuova maggioranza fu risolta dopo due mesi quando, nel novembre 2021, il PNL accettò di collaborare con il PSD per la formazione di un governo di coalizione.
Entrambi i partiti approvarono la soluzione di un governo di rotazione. Secondo gli accordi dell'alleanza chiamata Coalizione nazionale per la Romania il PNL avrebbe espresso il primo ministro fino alla metà del 2023, quando il premier sarebbe diventato un membro del PSD. I socialdemocratici, quindi, entrarono nel governo presieduto da Nicolae Ciucă con nove ministri e il segretario generale. I contraenti giustificarono l'alleanza con la necessità di garantire un governo sostenuto da un'ampia maggioranza, al fine di combattere gli effetti economici e sociali della pandemia di COVID-19, della crisi energetica e del cambiamento climatico.
A margine degli accordi la nuova maggioranza concordò anche la variazione dei capi delle due camere. La presidenza della camera dei deputati il 23 novembre 2021 andò a Ciolacu, mentre Florin Cîțu (PNL) conseguì la presidenza del Senato.

### Il Governo Ciolacu I

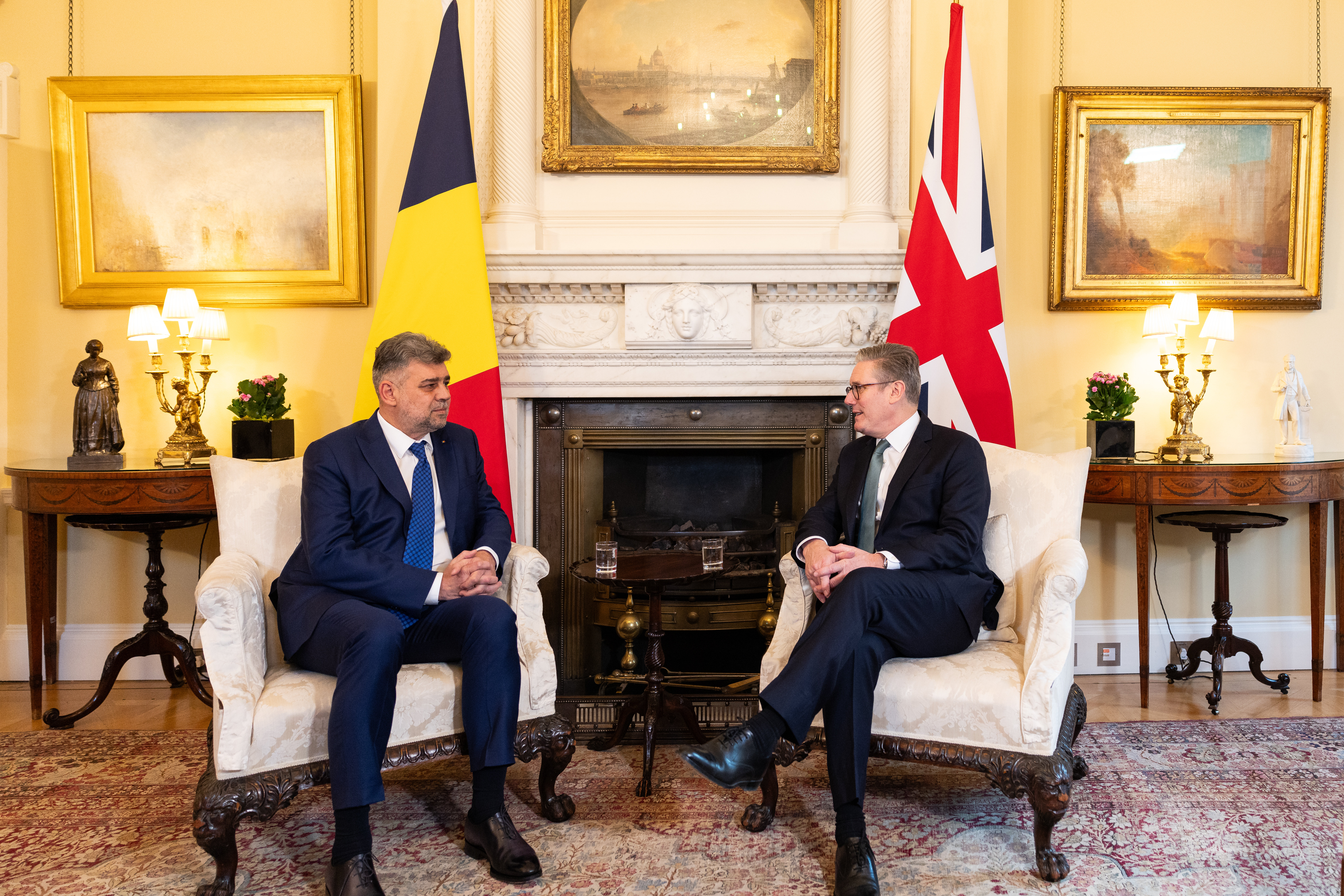
Marcel Ciolacu all'incontro con il primo ministro britannico Kein Starmer il 13 novembre 2024.

Al fine di favorire la formazione del nuovo governo di coalizione presieduto da Marcel Ciolacu, Ciucă si dimise da primo ministro il 12 giugno 2023. I ministri prestarono giuramento il 15 giugno 2023, in seguito al voto parlamentare. L'UDMR non partecipò alla maggioranza e passò all'opposizione. Ai vertici delle due camere furono nominati Ciucă (senato) e ad interim l'esponente del PSD Alfred Simonis (camera dei deputati).
Il governo Ciolacu varò diversi provvedimenti per abbassare il prezzo di generi alimentari ed energia al fine di stemperare l'inflazione. Pur in calo, il tasso d'inflazione registrato in Romania nel 2024 rimase uno dei più alti d'Europa. Al contempo le azioni intraprese dall'esecutivo aumentarono la pressione fiscale e provarono a ridurre la spesa pubblica, pur non riuscendo a contenere il calo della crescita e l'incremento del deficit pubblico.
L'esecutivo completò la legge per la riforma delle pensioni speciali nell'ottobre 2023 e il mese successivo emanò quella per le pensioni pubbliche.
Sul piano della politica estera il governo giunse ad un accordo per l'adesione parziale della Romania allo spazio Schengen per le sole frontiere aeree e marittime a partire dal marzo 2024 e per la piena ammissione a partire dal 1º gennaio 2025.

### Elezioni europee e locali del 2024
Il 21 febbraio 2024 i leader della coalizione di governo annunciarono la decisione di convocare nella stessa giornata sia le elezioni europee che quelle locali. Nel corso della stessa conferenza stampa Ciolacu e Ciucă dichiararono che PSD e PNL avrebbero concorso in alleanza alle elezioni per il Parlamento europeo, ma non a quelle amministrative. Ciolacu affermò che i due partiti si univano per lottare contro le "forze estremiste" in ascesa in Romania, facendo riferimento all'Alleanza per l'Unione dei Romeni.
Alle elezioni europee l'alleanza, per quanto variegata sul piano ideologico, ottenne quasi il 50% dei voti, che gli valse 19 seggi (di cui undici al PSD). Dopo il voto europeo le segreterie dei due partiti dichiararono che non avrebbero rinnovato l'alleanza per le elezioni parlamentari e presidenziali di fine anno.
Alle concomitanti elezioni locali, a Bucarest, nonostante in un primo momento PSD e PNL avessero annunciato il sostegno congiunto all'indipendente Cătălin Cîrstoiu, alla fine presentarono candidati separati alla carica di sindaco, ma comuni nei vari settori della capitale. L'esponente del PSD Gabriela Firea arrivò seconda alle spalle di Nicușor Dan. Individualmente o in alleanza con il PNL, alle elezioni locali il PSD conseguì l'elezione di 25 presidenti distrettuali, 537 consiglieri distrettuali e 1.677 sindaci, confermandosi principale partito del paese per numero di seggi. Il presidente della camera dei deputati Alfred Simonis, contestualmente eletto presidente del consiglio del distretto di Timiș, il 2 settembre 2024 lasciò l'incarico parlamentare a Daniel Suciu.

### Elezioni presidenziali e parlamentari del 2024
Dopo varie analisi il 20 agosto 2024 Marcel Ciolacu informò i membri del PSD della sua intenzione di candidarsi a presidente della Romania. La decisione fu ratificata dal congresso del partito del 24 agosto 2024 (con 2.257 voti a favore, 4 contrari e 3 astenuti), che lo rielesse presidente del PSD (con 2.253 voti a favore, 6 contrari e 5 astenuti) e approvò le nomine della nuova dirigenza. I due primi vicepresidenti eletti furono Sorin Grindeanu e Daniel Băluță.
Al primo turno delle presidenziali del 24 novembre 2024 si verificò l'inaspettata sconfitta di Marcel Ciolacu, giunto terzo e battuto di pochissimi voti dalla liberale Elena Lasconi (USR), nonostante egli fosse dato più avanti dai sondaggi politici alla vigilia del voto e durante lo spoglio. Il candidato più votato fu il sovranista Călin Georgescu. L'inattesa sconfitta spinse Ciolacu a presentare le dimissioni dalla presidenza del PSD, mentre l'europarlamentare Victor Negrescu fu incaricato di gestire la comunicazione politica del partito. Malgrado le dimissioni, il 2 dicembre Ciolacu ottenne un voto di fiducia interno da parte del consiglio nazionale del PSD e rimase alla guida del partito. La tornata elettorale fu annullata il successivo 6 dicembre, sulla base di una decisione della Corte costituzionale, che invocava presunte ingerenze sulla campagna elettorale da parte di paesi stranieri.
Alle elezioni parlamentari del 1º dicembre 2024 il PSD fu il primo partito con il 22% dei voti. In conseguenza della crescita delle forze sovraniste in parlamento, i partiti europeisti, ad eccezione dell'USR, che però aveva preso parte ai negoziati, formarono un nuovo governo di coalizione con a capo Marcel Ciolacu. Il PSD quindi partecipò alla maggioranza PSD-PNL-UDMR con nove ministri. Il governo Ciolacu II ricevette la fiducia da parte del Parlamento della Romania in seduta plenaria il 23 dicembre 2024 con 240 voti favorevoli su 465 membri. Nella stessa giornata Ciprian-Constantin Șerban fu eletto presidente della camera dei deputati. La coalizione di governo stabilì anche di proporre un candidato comune alle nuove elezioni presidenziali che si sarebbero tenute nel 2025. Il 26 gennaio 2025 il congresso del PSD convalidò la candidatura di Crin Antonescu, nome concordato con gli alleati (5.484 favorevoli, 18 contrari e 14 astenuti).